# Гомосексуальність і суспільство
Детальніші відомості з цієї теми ви можете знайти в статті Гомосексуальність.
Ставлення до гомосексуальності у різних суспільствах було і залишається досить різноманітним. Соціальна позиція щодо гомосексуальності залежить від прийнятих у тому чи іншому суспільстві способів концептуалізації гомосексуальності, на яку впливають як панівна релігія, так і фактичні соціальні відносини. У деяких випадках релігійне стигматування гомосексуальності існує водночас із відносно толерантним ставленням з боку суспільства. У XX ст. на концептуалізацію та відношення до гомосексуальності дедалі більше впливає наука та рухи за дотримання прав людини. Проте, у сучасних суспільствах зберігаються різноманітні стереотипи щодо гомосексуальності, більшість яких спростована науковими дослідженнями.

## Основні способи концептуалізації та інституювання гомосексуальності
У минулі часи різні суспільства використовували різноманітні стратегії знання та влади щодо гомосексуальності, які набували виразу у способах концептуалізації та інституювання явища. Така концептуалізація формується:
- залежно від міри уваги до соціальної та моральної ролі сексуальності взагалі, і гомосексуальності, зокрема;
- дискурсивним контекстом, який у традиційних суспільствах будувався переважно на підставі релігії та традицій, а у модерних все більше ґрунтується на наукових дослідженнях, світській (загальнолюдській) моралі та принципах дотримання прав людини;
- сукупністю оцінювальних суджень на наукових, секулярних та правових підставах щодо гомосексуальності та на порівнянні її з іншими формами активності;
- відповідним цьому способам кодування гомосексуальності у мовних формах та концептах;
- за допомогою суспільної презентації образів гомосексуалів і моделей гомосексуальної поведінки минулого та сучасності, а також теоретичного визначення сутнісних рис та конструювання структур інтерпретації гомосексуальних стосунків, зокрема — оцінки їх як проявів ґендерної поведінки.

Від концептуалізації залежать соціальна легітимація ЛГБТ та формування для них тих чи інших субкультурних ніш і соціальних інститутів. З цього приводу у минулому і сучасності мається цілий спектр варіантів — позитивний, неоднозначний, нейтральний, негативний.

### Узаконення й інституювання у традиційних суспільствах
Узаконення й інституювання гомосексуальності передбачає визнання допустимості і навіть необхідності гомосексуальних стосунків у певних ситуаціях, проте часто сусідить із неприйняттям їх в інших.
Етнографічні дослідження, проведені у XX ст., показали, що у первісних народів чоловічі гомосексуальні контакти в багатьох випадках виступають як складова частина ініціації: дорослі чоловіки племені повинні зробити ті чи інші сексуальні дії з хлопчиками-підлітками для того, щоб ті теж могли вважатися дорослими, і ці дії розуміються як передача чоловічої сили, чоловічого статусу. Однак, такі дії подекуди є досить болісними і переважно не супроводжуються реальними гомоеротичними почуттями. Таке явище спостерігається приблизно у половини первісних суспільств.
У традиційних стратифікованих (класових) суспільствах інституйовані сексуальні стосунки між чоловіками мали переважно ієрархічний характер, відображаючи асиметричні відносини у парах «учитель — учень», «старший — молодший», «вищий за соціальним статусом — нижчий за соціальним статусом» і т. д. Прикладів рівних стосунків маємо відносно мало. Однак, хоча такі стосунки не передбачали обов'язкову наявність гомосексуального потягу, вони все ж таки мали еротичний характер і дозволяли реалізувати гомоеротичні почуття тим, у кого вони були.

#### Гомосексуальні стосунки як форма виховання
Найбільш вивченими та такими, що вплинули на розвиток сучасної західної цивілізації, є культурні норми давніх греків, відображені, зокрема, у «Пірах» («Симпозіумах») Платона, Ксенофонта та Атенея, а також в інших авторів. У класичному античному суспільстві від самого початку його формування, а особливо у період найвищого культурного розвитку, була поширена практика гомосексуальних стосунків між чоловіком і підлітком або юнаком. Це мало місце практично в усіх античних полісах. Така практика мала глибокий соціальний зміст, оскільки була властива суспільству, заснованому на принципах сексизму, в якому чоловіки панували над жінками, соціальна роль котрих зводилась до материнства та домоправительства. У той же час велика увага надавалась вихованню мужності підлітків. Тому пари, утворені між старшим (erastes) та молодшим (eromenos) партнерами, вважалися прийнятними або ні залежно від віку та суспільного статусу старшого партнера. Це були асиметричні відносини типу учитель — учень, коли старший партнер навчав молодшого чоловічій доблесті, військовій справі, моральності, спорту, філософії і т. д., був його радником, опікуном і другом, натомість отримував любовне, естетичне і, звісно, сексуальне задоволення від партнерських відносин.
Такий різновид гомосексуальних відносин у Давній Греції офіційно заохочувався державними установами полісів, бо вважалося ганебним, якщо хлопець не удостоювався дружби старшого чоловіка. Існували свята, під час котрих прославлялась підліткова та юнацька краса. У деяких полісах існував звичай удаваного викрадення підлітків, який не був пов'язаний із насильством і часто робився зі згоди батьків та з допомогою друзів. У той же час, насильство над підлітками та юнаками, а також зносини із статево незрілими хлопцями, як і зносини між рабом і вільним, засуджувались та каралися. Таким чином, істина і секс поєднувались у формі педагогіки, секс слугував опорою для посвячення у пізнання.
У таких відносинах молодший партнер не розглядався ні як сурогат жінки, ні як суто духовний союзник, ішлося саме про свідомі одностатеві стосунки. Ця традиція, проте, не виключала гетеросексуальних відносин, навіть передбачала їх — однак переважно у репродуктивному смислі. Характер особистих еротичних вподобань індивідів також вважався несуттєвим. Тому античне суспільство можна назвати бісексуальним.

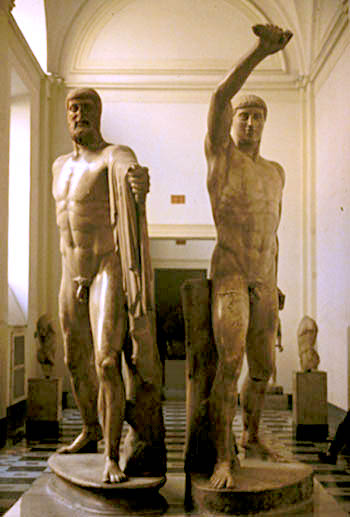
Скульптура Гармодія і Арістоґітона, Неаполь. Римська копія афінської версії Крітоса і Несіотеса

Одностатеві чоловічі стосунки наклали відбиток на естетичні ідеали античності з їх провідним мотивом — естетизацією чоловічого тіла. Вони відображені в античному мистецтві, особливо у часи найвищого його розквіту (V—IV ст. до н. е.) — у скульптурі, живописі, літературі. З другого боку, вони мали і політичний відтінок, розглядалися як символ любові до свободи, оскільки саме молоді юнаки та одностатеві пари часто були тирановбивцями, серед яких найвідоміші — Гармодій і Аристоґітон, котрим навіть поставили пам'ятник.
Естетизація чоловічого тіла та юнаків були поширена також у середньовічній Японії. Тут гомосексуальна поведінка у часи середньовіччя не тільки не засуджувалась, але і вважалася природною. Таку активність, очевидно, практикували всі стани суспільства. І в Японії, і в Китаї істориками неодноразово відзначалася наявність у імператорів гомосексуальних зв'язків та цілих гаремів «гарних хлопчиків, що використовувались з сексуальними цілями». В Японії власне говорять про окрему субкультуру — Nanshoku.
Послідовна системна гомофобія в Китай та Японію була ввезена разом із західною наукою та філософією у XIX — на початку XX ст.
У примітивних суспільствах Нової Гвінеї також були поширені сексуальні стосунки між чоловіками та юнаками, які становили соціальний інститут, що мав культурне та релігійне значення і виконував важливі функції у сімейних та внутрішньоплемінних відносинах.

#### Гомосексуальні стосунки як прояв гіпермаскулінності та дружби
Ще один спосіб інституювання гомосексуальності, поширений у суспільствах, також переважно з сексистською культурою, — коли гомосексуальні стосунки між чоловіками однієї статі, юнацького або зрілого віку розглядалися як прояв мужності, гіпермаскулінності та чоловічої дружби. Вони були поширені в античній Греції, переважно серед військових, а також серед японських самураїв.
В античних полісах його соціальною передумовою була давня військова організація та сувора сегрегація статей, поширена серед дорійських та еолійських племен. На цьому тлі до женоподібних чоловіків античне суспільство ставилося досить скептично, часто вони висміювались.
У Спарті, Фівах та на острові Евбеї гомосексуальність пов'язувалася з військовими успіхами та освячувалася. Так, у Фівах було створено священний загін, складений із трьохсот знатних чоловіків, що принесли один одному клятву любові та дружби. Для військової справи взагалі вважалося оптимальним, коли ряди бійців складалися із дружніх та любовних пар, оскільки «для коханця було неможливим кинути зброю і втекти з рядів воїнів на очах у коханого». Фіванський загін був одним із найбільш непереможних загонів періоду розквіту античної цивілізації, поки всі його бійці не загинули у битві із Македонським військом при Херонеї (371 р. до н. е.), котра поклала край грецькій свободі.

#### Гомосексуальні стосунки як аспект феодальних відносин

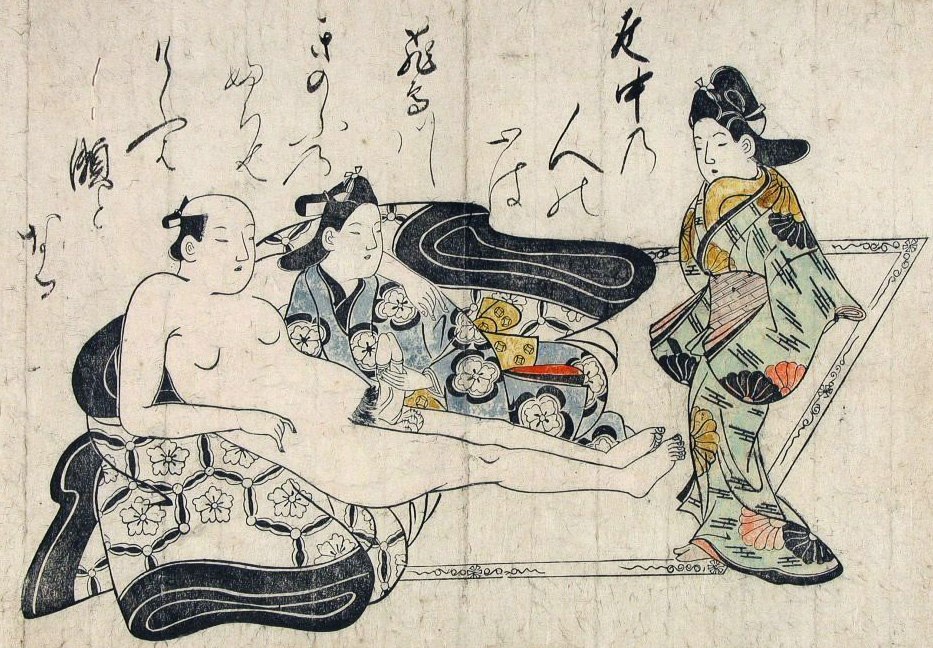
Чоловіча пара на футоні (різновид ліжка).
Чоловік лежить з одним юнаком і розмовляє з іншим. Можливо, одна з перших гравюр у стилі nanshoku (чоловічий шлях), а також ранній приклад колористики укійо-йо в стилі Шунга (еротичний стиль). Початок 1680-х рр. Хішікава Моронобу (1618—1694); формат, 10.25" x 15"; чорнила і кольори на папері; Приватна колекція.

В Японії гомосексуальні стосунки (які більшою мірою розглядалися як духовні) були звичайною справою між молодим самураєм-учнем і більш дорослим або досвідченішим наставником. За таких умов юнак міг залишатися коханцем свого «вчителя» багато років. Подібна практика отримала назву «сюдо» («шлях юнаків») і завоювала велику повагу у військових колах.
Фактично у цій країні гомосексуальні стосунки між чоловіками стали частиною феодальних відносин, відображаючи васальну систему. Відповідно до них у самурайському середовищі, де все було підпорядковано військовому кодексу честі, вище всього цінувалася вірність. Паж або зброєносець повинен був вчитися у свого пана доблесті і бути гідним його. Зрада хлопчика панові спричиняла жорстоку страту. У той же час, з боку пана також демонструвалася вірність. Так, в оповіданні «Соловей у снігу» самурай Сімамура Тонна, присягнувшись у вірності двом юнакам, дав кожному з них як заставу своєї любові по відрубаній фаланзі своїх мізинців.
У Китаї доцинських часів гомосексуальні стосунки були поширені нарівні із гетеросексуальними також серед усіх верств населення.
Китайські імператори практикували зносини як з жінками, так і з чоловіками. Про це маються свідчення у Сима Цяня і Бань Гу. Так, майже кожен імператор династії Хань мав одного або кількох чоловіків — сексуальних партнерів, зокрема імператор Аі був гомосексуалом. Так само одностатеві стосунки практикували аристократія та купецтво. Ці відносини були асиметричними, наприклад бідні або молоді хлопці надавали сексуальні послуги сановитим особам в обмін на просунення у кар'єрі та інші форми фаворитизму. Проте, такі юнаки та чоловіки при імператорах отримували чималі можливості для політичного впливу.
З утвердженням династії Тан Китай зазнав впливу на сексуальні звичаї північних кочових народів Центральної Азії, і замість чоловічих супутників імператорського двору стали зосереджувати політичний вплив подруги імператорів. Якраз у цей час з'явився перший негативний термін для гомосексуальності як чогось незаконного. Однак, інститут чоловічих супутників імператорів було відновлено при наступній династії Суй, при якій, втім, було впроваджено закон проти чоловіків-повій.
І тільки маньчжурська династія Цин впровадила перший закон, спрямований на боротьбу з добровільними, не оплачуваними гомосексуальними зносинами, караючи їх досить м'яким на той час місячним ув'язненням та сотнею ударів.

#### Гомосексуальність як один із варіантів норми
Інший спосіб був пов'язаний із поглядами на одностатевий секс як різновид нормальної статевої поведінки. Певною мірою ця точка зору відстоювалась античною грецькою та римською інтелектуальною елітою. Проте, в античній Греції не існувало інституту одностатевих шлюбів. Уперше їх було впроваджено, очевидно, у Римській імперії в 27 ст. до н. е., що відомо із епіграм поета Марціала. Однак, у 342 р. імператори Констант та Констанцій II ввели закон проти одностатевих шлюбів.

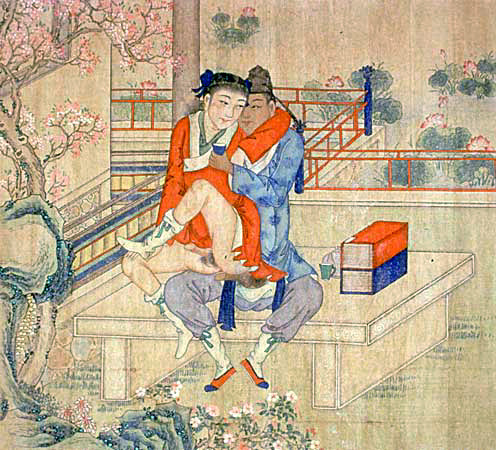
Молоді хлопці п'ють чай і займаються сексом. Китайське ручне панно на гомосексуальну тему, фарбування по шовку, Китай, династія Цин (XVIII або XIX століття); Інституту Кінзі, Блумінґтон, штат Індіана, США.

У Китаї у провінції Фуцзянь у XVII ст. також існував інститут одностатевих шлюбів. В Японії, ставши дорослими, шляхетні юнаки, що мали зв'язки із старшими самураями, обов'язково вступали у гетеросексуальний шлюб. Проте відомі й любовні союзи між однолітками, що продовжувалися все життя.
Більшість індіанських племен Америки визнавали гомосексуальність нормальною. Так, серед дітей і підлітків гомосексуальні ігри та зв'язки вважалися закономірним явищем і навіть заохочувалися. Племена мая вважали підліткову гомосексуальність природним явищем, навіть віддавали перевагу їй перед гетеросексуальністю. Хлопчики і юнаки до вступу у шлюб забезпечувалися хлопчиком-рабом, який повинен був задовольняти зокрема і сексуальні потреби свого пана, у той час як гетеросексуальні задоволення цих потреб засуджувались. Проте, деякі племена, як ацтеки й інки, жорстоко розправлялися з гомосексуалами, однак це розцінювалось як своєрідна військова стратегія, спрямована проти проникнення у культуру чужорідних елементів, властивих ворожим спільнотам.

#### Гомосексуальність як ознака «третьої статі»

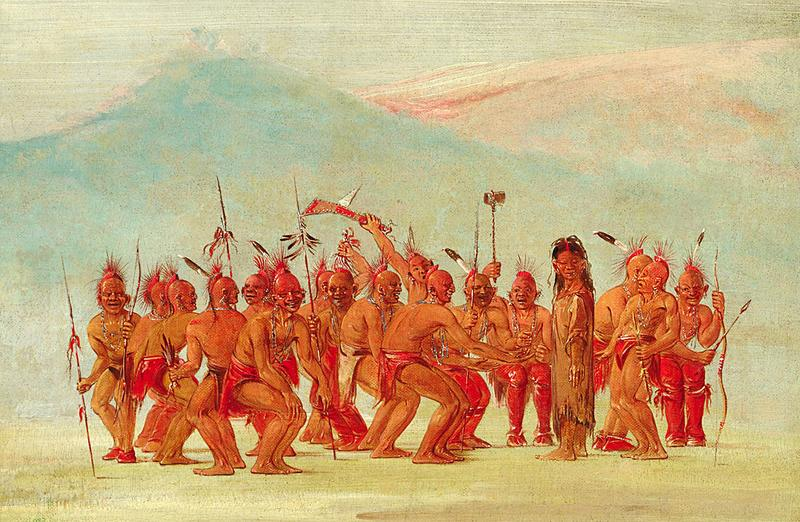
Деталь з Танку бердачів, написаного Джорджем Катліном

У деяких суспільствах гомосексуальність та трансгендерність була пов'язана із сакральними функціями. Андроґінність у них часто вважалася втіленням початкової цілісності людини, її духовної сили, що має магічне значення. У деяких випадках вони тлумачилися як «третя стать» — люди, які біологічно належать до однієї статі, але виконують соціальні ролі протилежної, що часто поширювалося і на їх сексуальну поведінку. Найбільш досліджено феномен «третьої статі» серед ряду індіанських племен — такі особи отримали назву бердачі (фр. berdache — чоловік-гомосексуал; також правомірно їх розглядати як інституйованих транссексуалів). Вважалося, що вміння змінювати свою стать свідчить про особливі чаклунські здібності. Явище бердачів було зафіксовано у 113 племен, у першу чергу у північноамериканських індіанців, у деяких народів Сибіру, чукчів, алеутів, індонезійських даяків, в африканському племені баконго. Бердачі, будучи людьми чоловічої статі, під впливом виховання з дитинства набували культурних та символічних атрибутів переважно жінок (включаючи жіночу сукню, поведінку, домашні та професійні функції) і меншою мірою — чоловіків. Проте секс для них був другорядним завданням. Вони могли вступати у сексуальні зв'язки з чоловіками, і обов'язково вступали в гомосексуальні зв'язки один з одним під час виконання культових обрядів, хоча частина з них вела гетеросексуальний спосіб життя. Вважалося, що вони мали дар ясновидіння і здатність бачити віщі сни. Бердачі виконували, головним чином, важливі соціальні функції — церемоніальні та культові, завдяки чому вони часто ставали шаманами.
У М'янмі чоловіків із виразно жіночною поведінкою поважали, оскільки вважалося що вони перебувають у духовному шлюбі з богинею Manguedon. Такі чоловіки також ставали шаманами або провидцями.

#### Гомосексуальність як необхідна альтернатива гетеросексуальним зносинам
Елементи двох попередніх способів інституювання простежуються у способі концептуалізації, який ґрунтувався на тлумаченні одностатевого сексу як на необхідній альтернативі забороненим для індивіда з релігійних мотивів гетеросексуальним стосункам. Такий підхід був поширений у буддійських монастирях Японії, де вважалося, що обітниці безшлюбності не стосувалися одностатевих сексуальних контактів. Про це, зокрема, свідчать досить поширені історії про відносини між ченцями та молодими послушниками, відомі як «Тіго-моногатарі» («chigo monogatari»).

#### Гомосексуальність як аспект мистецького образу
Своєрідний спосіб інституювання був поширений у суспільствах, де чоловіки грали жіночі ролі у театрі, як, перш за все, в Японії та Китаї і деяких інших далекосхідних соціумах. Він також був тісно пов'язаний із чоловічою проституцією. В Японії, у традиційних театрах Но й Кабукі жіночі ролі виконували виключно чоловіки. Молоді актори часто були коханцями знаті, включаючи правителів-сьогунів. З плином часу акторська проституція стала цілком законним і навіть престижним заняттям. Хоча хлопчики з театру кабукі не зобов'язані були зберігати вірність своїм коханцям і повинні були віддаватися за гроші всім охочим, їх поважали та цінували. Вікові кордони у цьому середовищі були сильно розмиті, іноді «хлопчиками» вважалися чоловіки за тридцять, які намагалися виглядати вічно юними, питати їх про вік вважалося непристойним. У XVII—XVIII ст. в Японії з'явилися й інші легальні форми чоловічої проституції — лазні, борделі тощо Схожі явища мали місце серед акторів і в Китаї.
У північних тюркомовних регіонах Центральної Азії підлітки від 12 до 16 років були не тільки виконавцями еротичних пісень і танців, але і використовувались як секс-працівники. Вони були відомі як bacchá (тюркський термін, запозичений з перської bacche — дитина, молода людина, маля).

#### Гомосексуальна проституція
Явище чоловічої проституції було виявлено у всіх розвинених культурах. Часто повіями ставали «нижчі» за ієрархічним статусом чоловіки — хлопці, раби тощо
Сакральний спосіб інституювання гомосексуальних відносин існував у багатьох давніх культурах Близького Сходу і Передньої Азії, де був пов'язаний з культами родючості та мав вираз у сакральній проституції, яку мали практикувати храмові служителі обох статей.
Характерним прикладом проституції в умовах повної відсутності гомофобії є чоловіча проституція в епоху Едо в Японії, де повіями працювали переважно молоді kagema, а клієнтами були зрілі чоловіки. Часто їхні ряди поповнювались проданими до публічних будинків за десятиденним контрактом підлітками.
Наведені способи інституювання демонструють різноманіття позитивного (за тих чи інших умов) прийняття гомо- та бісексуальності у ряді традиційних суспільств. Проте, як правило, ці умови пов'язані із асиметричними відносинами вищого — нижчого і відображають відносини гегемонної маскулінності.

### Неоднозначне узаконення у східних світових релігіях
Східні культури, що до недавнього часу мали тривалу традицію досить позитивного та прагматичного ставлення до сексуальності, в оцінці гомосексуальності виходили з позицій долі, природності або соціальної стабільності, котрі тим чи іншим способом узгоджувались із цими вченнями.
Специфіка підходу до гомосексуальності у східних релігіях, таких як індуїзм, джайнізм та буддизм, визначається їхнім ставленням до різних проявів людського життя як до явищ природного походження, які, однак, мають неоднакове кармічне значення. Тому гомосексуальність з їх світоглядних позицій часто сприймається двозначно: її визнають як один із неподоланих проявів цього конкретного життя даної особистості, однак з вичерпанням відповідної карми гомосексуал може у наступному житті народитись як гетеросексуал.
З другого боку, у межах цих релігій існує різноманіття шкіл, які варіативно витлумачують чимало програмних поглядів. Завдяки інтерпретативному плюралізму вони визнають гомосексуальність невід'ємною частиною життя та породженням вчинків минулого життя, варіантом карми, визнають її природність, однак розглядають її як прояв нечистоти або поганої карми.
Інші східні релігії — конфуціанство та даосизм — розглядають гомосексуальність у контексті головних цілей цих релігій — досягнення гармонії особистості у природі та суспільстві.
Відмінність позицій згаданих східних світових релігій щодо узаконюючо-інститутивного способу концептуалізації полягає у тому, що вони, по-перше, вносять певний негативний елемент в оцінку гомосексуальності (погана карма, нечистота, негармонійна сексуальна поведінка тощо); по-друге, — розглядають гомосексуальність не як обов'язок, спосіб поведінки, а як рису конкретної людини.

#### Індуїзм
В індуїстських країнах, а також у Пакистані та Бангладеш, гомосексуальність обговорюється досить рідко. Більшість сучасних релігійних авторитетів у різних традиціях інтерпретації священних текстів Вед та Упанішад, розглядають гомосексуальність у цілому негативно. Проте, [Веди досить часто відносять негетеросексуалів до осіб третьої статі, які не є ні жінкою, ні чоловіком, і називають «хіджр». Це обґрунтовується тим, що священні тексти індуїзму, починаючи з першого століття, класифікували безвагінальний секс як нечистий. Тому третя стать у давніх текстах, як правило, належить до нечистого класу паріїв. Хіджра — фізично чоловіки або гермафродити, які займаються проституцією. Однак не всі хіджра є просто повіями, багато хто вважає себе жінками у чоловічому тілі (себто, трансґендерами), і приймають це як священний стан або подарунок. Вони одягаються як жінки, танцюють на весіллях, днях народження та інших радісних подіях. Багато хіджра вважають себе дуже релігійними. Чимало з них живуть у чітко регламентованих, організованих громадах на чолі з гуру. Ці громади приймають молодих хлопчиків, які були відкинуті батьками або залишили свої сім'ї.
У минулому індуїзм визнавав різні точки зору на гомосексуальність — позитивні, нейтральні та негативні. Ріґ-веда, один з чотирьох канонічних священних текстів індуїзму, говорить: «Vikruti Evam Prakriti» (переклад тлумачиться як: «різноманіття — є ця природа, що навкруги» або «те, що здається неприродним, природно»). Це, як вважають деякі вчені, визнає гомосексуальність і транссексуальність як форми природного різноманіття.
Ряд індуїстських текстів, таких як Ману Смріті і Сушрута Самхіта, стверджують, що деякі люди народжуються у різному співвідношенні чоловічих і жіночих натур, або сексуально посередині, як форма природної матерії. Сьогодні багато людей з «третьої статі» (хіджра) проживають по всій Індії, в основному займаючи нішу на периферії суспільства, і чимало з них, як й у минулому, займаються проституцією, або отримують кошти до існування як жебраки.
В Камасутрі, написаній у IV столітті нашої ери, містяться описи поз євнухів та чоловіків «третьої статі» для виконання орального сексу з чоловіками. Хоча її автор не схвалює гомосексуальність і згадує таких осіб з презирством. На деяких середньовічних індуїстських храмах і артефактах містяться вирізьблені зображення чоловічих гомосексуальних, лесбійських і бісексуальних стосунків, як, наприклад, на стінах храму в Кхаджурахо. Деякі вчені з цих зображень роблять висновок, що індуїстське суспільство і релігія були раніше більш відкритими до різноманіття людської сексуальності, ніж у наш час.
Характерно, що в деяких індуїстських сект багато божеств двостатеві. Є індуїстські божества-гермафродити; божества, що маніфестуються у всіх трьох статях; які перетворюються то на чоловіка, то на жінку; чоловіки-божества з жіночим налаштуванням і жінки-божества з чоловічим налаштуванням; є божества, що народилися від двох чоловіків або двох жінок; божества, народжені від одного чоловіка або однієї жінки; божества, що уникають протилежної статі; божества з основним супутником тієї ж статі. Проте, більшість нинішніх індуїстів це не сприймає, розглядаючи як опозицію природі. Однак, ті, хто приймає це, виправдовують себе вірою у те, що як Бог, так і природа проявляють різноманітні і божественні метафізичні варіації, які важко зрозуміти.

#### Джайнізм
Джайни вважають, що гомосексуальна поведінка, яка розглядається як акт особистого вибору, призведе до негативної карми, тому що це — статевий акт поза шлюбом.

#### Буддизм
На відміну від більшості інших світових релігій, переважна кількість варіантів буддизму не приділяє уваги щодо того, що правильно і що неправильно щодо мирської активності і сексуальної поведінки. Детальна інформація про прийнятну або неприйнятну сексуальну поведінку людини конкретно не згадується в жодному з релігійних писань, написаних мовою палі. Найбільш загальні формули буддійської етики — Панча Шила («п'ять чеснот», «п'ять обітниць» або «п'ять принципів») і Восьмеричний Шлях, лише вказують, що не повинно бути ні прив'язаності, ні жаги до чуттєвих задоволень. Але буддизм, як релігія, в якій головний спосіб досягнення сакральних цілей здійснюється через медитацію (котра у тхераваді взагалі практикується лише ченцями), передбачає цілковиту добровільність у прийнятті особистих зобов'язань слідувати шляху медитації, моральних обітниць та даяння. Також обітниці можуть прийматися на певний час.
Теми оцінки гомосексуальності певною мірою стосується одна з п'яти чеснот — «утримуватися від вчинення сексуальних проступків». Однак, «сексуальні проступки» — досить широкий термін, який тлумачать відповідно до соціальних норм конкретних суспільств. Певною мірою такі «проступки» — чинник чуттєвої прив'язаності, до якої буддизм відноситься досить скептично як до того, що тримає індивідів у самсарі і заважає звільненню. Також, оскільки буддизм є не ортодоксальною, а ортопраксичною релігією, визначити, наскільки гомосексуальність є прийнятною, можна у зв'язку із тим, чи заважає вона релігійній практиці. Абсолютного ж критерію оцінки гомосексуальності не існує, оскільки ця проблема, властиво, для буддистів не є релігійним питанням.
Традиційно гомосексуальна поведінка і зміна ґендеру серед більшості шкіл буддизму розглядаються як перешкоди на шляху духовного прогресу; ченці мають утримуватися від будь-якої сексуальної активності, і Віная (перша книга Трипітаки) прямо забороняє статеві зносини, тож зрозуміло, що додаткових пояснень, що і анальні, оральні, а також і вагінальні зносини заборонені, не потрібно. У випадку порушення цієї настанови ченець має бути виключений з Сангхи.
Що стосується гомосексуальної поведінки мирян, то з приводу цього часто посилаються на категорію pandaka, яку тлумачать як категорію девіантної сексуальності чи ґендеру. В її коло включають і гомосексуальних чоловіків. У Samantapasadika Буддхагхоші pandaka описані як ті, хто наповнені поганими пристрастями, хтивістю, ненаситні, над ними домінує їхнє лібідо. Абхідхарма заявляє, що pandaka не може досягти просвітлення протягом терміну свого життя, і необхідно дочекатися відродження нормальним чоловіком або жінкою. До речі, у міфології буддизму вказується, що Ананда, двоюрідний брат Будди і його учень, в одному зі своїх численних попередніх життів був pandaka.

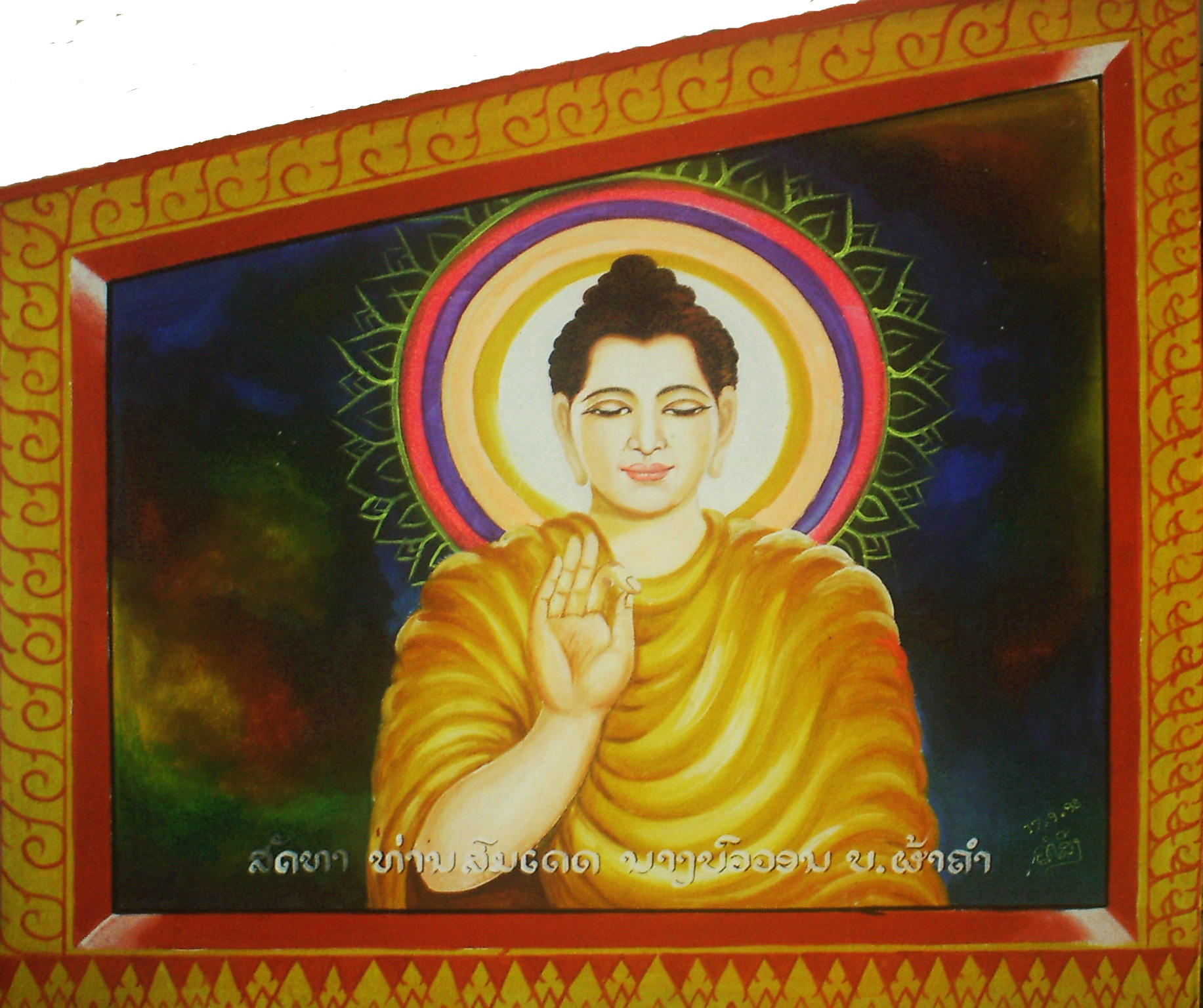
Будда досить часто зображається як андроґінна чи безстатева постать, подібно до такої, як ця картина з монастиря в Лаосі.

У Таїланді традиційна оцінка наголошує, що «гомосексуальність виникає як кармічний наслідок порушення буддійських заборон щодо гетеросексуальної поведінки». Ці кармічні оцінки описують гомосексуальність як вроджений стан, який не може бути змінений, принаймні у нинішньому житті гомосексуального індивіда, і вимагають співчуття та розуміння з боку негомосексуального населення. Втім, буддійські лідери у Таїланді засудили гомосексуальні вчинки ченців, а також заборонили висвячувати Като (термін, яким позначають трансґендерів та фемінних ґеїв).
Прикметним винятком в історії буддизму є те, що відбувалося в Японії у період Едо, коли чоловіча гомосексуальність, або, точніше, любов між молодим новачком і дорослими ченцем, віталася і прославлялася. В японському фольклорі поширені історії про те, що гомосексуальність була «винайдена» бодхісаттвою мудрості Манджушрі та мудрецем Кукаєм, засновником буддизму в Японії. Фактично в японській релігійній традиції гомосексуальність розглядається як альтернатива забороненим ченцям гетеросексуальним зв'язкам.
У буддизмі ваджраяни (часто його неправильно називають ламаїзмом) погляди на сексуальність зовсім інші. Ваджраяна розглядає блаженство, насолоду як найважливіший трансцендентний атрибут природи Будди. Тому насолоду від оргазму розглядають як найбільш адекватний мирський вираз цього блаженства. При цьому оргазм використовується в психотехнічних цілях — для зупинки концептуального мислення, ментального конструювання (vikalpa), позбавлення від суб'єктно-об'єктної подвійності і переходу на рівень переживання абсолютного блаженства нірвани.
За вченням Махаяни, пробудження свідомості народжується (не будучи, між тим, народженим) із з'єднання методу і співчуття бодхісатви, яка ототожнюється з чоловічим началом, і мудрості як безпосереднього інтуїтивного проникнення у внутрішню природу всіх феноменів, що ототожнюється з жіночим началом. Ця інтеграція співчуття, методу і мудрості і є суттю пробудження (Бодгі). З таких позицій щодо гомосексуальності може бути обґрунтовано принаймні дві точки зору:
- нейтральна — одностатевий секс з точки зору просвітлення є безглуздим, оскільки це не є єднанням чоловічого та жіночого;
- помірно-негативна, яка наголошує, що це все ж є кармічно вагомий проступок.

Послідовники школи Каг'ю, котра поширена також і в Україні, ставляться до гомосексуальності нейтрально: «У цілому Будда радить не втручатися в злагоджені взаємини, а також застерігає від кровозмішання, тобто любовних зв'язків з близькими родичами, оскільки це шкодить спадковості. Крім того, чоловічу і жіночу гомосексуальність він вважає умовою, що ускладнює життя. Будда пояснює також, що така орієнтація виникає унаслідок неприязні до протилежної статі у колишніх життях. Іншою причиною може бути близький зв'язок з минулого, коли теперішні одностатеві коханці у минулому житті належали до різних статей. Звичайно, людина, навчена життєвим досвідом, буде вважати сексуальну орієнтацію лише однією з багатьох складових людини і не стане завищувати значимість цього чинника».
У той же час Далай-лама, голова тибетського буддизму, інтерпретує гомосексуальну поведінку як сексуальний проступок, як і будь-які інші, не пеніс-вагінальні сексуальні зносини, у тому числі оральний секс, анальний секс, і мастурбацію та інші дії сексуального характеру, здійснені рукою. Проте, він підтримує права людини для всіх соціальних груп, «незалежно від їхньої сексуальної орієнтації».

#### Конфуціанство
Жодна з китайських релігій не вважала гомосексуальні акти гріхом. Конфуціанство у принципі не мало заперечень проти одностатевого сексу, однак вважало головною соціальною функцією особи продовження сімейної лінії, особливо народження синів. Тому тих, хто практикував тільки одностатеві зв'язки, розглядали як нешанобливих щодо традиції або непокірливих. До тих пір, поки чоловік робить дітей, гомосексуальні стосунки — його особиста справа.

#### Даосизм
Даосизм підкреслює необхідність збереження у державі та в людини балансу між Їнь і Ян. Виключно одностатеві відносини вважаються незбалансованими та руйнівними. У той же час даоси вважають, що оскільки кожна людина має чоловіче (Ян) і жіноче (Їнь) начало, наявність деяких елементів жіночної поведінки у частини чоловіків розглядається як природна і залежна від певного збільшення ролі Інь у порівнянні зі звичайними чоловіками. Аналогічно вони розглядають і жіночу гомосексуальність. Чимало даоських богів і богинь, вважається, живуть поодинці або разом з деякими рівними їм богами тієї ж статі. Філософ Чжуан-цзи також розглядав подібні зносини як звичайні та такі, що відповідають природі речей.

### Знезаконення та стигматування

#### Релігійне стигматування: гомосексуальність як гріх
Концепція гріха випливає із есенціалістських поглядів на людину, зокрема — з віри в наявність у неї душі як кінцевої сутності, яка створена вищою кінцевою сутністю, під якою, як правило, розуміється Бог, яка має певні психологічні, культурні чи соціальні риси. Душа співвідноситься з певним «правильним» способом поведінки, і її вчинки аналізуються через бінарні опозиції типу праведне/неправедне, природне/неприродне, істинне/хибне, сутність/явище тощо. Сексуальність з таких позицій досить часто розглядається як фундаментально асоціальний і біологічно заданий потяг, що спрямовується імпульсами або інстинктами. Тому одні сексуальні вчинки розглядаються як нормальні, благодіяння, інші — як збочення, гріх. Визначення їх залежить від приписів божества, викладених його пророками в усній формі та у священних текстах, а також від тлумачення релігійними авторитетами Священного Писання.
Гомосексуальність з цих позицій розглядається як сутнісна протилежність гетеросексуальності, а прихильники такого способу оцінки спираються на священні тексти (Біблія, Коран, деякі зороастрійські тексти та ін.), а також на праці релігійних теоретиків.
В Україні найбільший вплив на поширення такого способу мають православ'я та католицизм, а також баптизм, котрі зіходять до авраамічної традиції Старого Заповіту, у межах якої сформувались юдаїзм, християнство та іслам. Так, у П'ятикнижжі мужолозтво називається «гидотою»: «А з чоловіком не будеш лежати як з жінкою, гидота воно!…» (Лев. 18:22). «А хто лежатиме з чоловіком як із жінкою, гидоту вчинили обоє вони, будуть конче забиті, кров їхня на них!» (Лев. 20:23). На основі Старого Заповіту також створено термін «содомія», який зіходить до історії загибелі Содому і Гоморри — міст, зруйнованих Богом як покарання за гомосексуальність їхніх жителів. Втім, до содомії у середні віки філософи та теологи відносили окрім гомосексуальних зносин також мастурбацію, оральний і анальний секс між чоловіком та жінкою, злягання із тваринами, і подекуди навіть позицію «жінка з гори» під час гетеросексуальних зносин. Деякі теологи вважали содомією зносини між християнами та юдеями або між християнами та мусульманами.
В Євангеліях гомосексуальність не згадується, однак мужолозтво систематично згадується у посланнях апостола Павла: «Вони Божу правду замінили на неправду, і честь віддавали, і служили створінню більш, як Творцеві, що благословенний навіки, амінь.
Через це Бог їх видав на пожадливість ганебну, бо їхні жінки замінили природне єднання на протиприродне.
Так само й чоловіки, позоставивши природне єднання з жіночою статтю, розпалилися своєю пожадливістю один до одного, і чоловіки з чоловіками сором чинили. І вони прийняли у собі відплату, відповідну їхньому блудові» (Рим. 1:25-27).
«Знаємо ж, що закон добрий, коли хто його законно виконує;
знаємо й те, що закон не даний для праведника, але для беззаконних і непокірливих, безбожних і грішників, несправедливих і нечистих, для тих, що ображають батька й матір, для душогубців, розпусників, мужоложців, розбійників, ошуканців, кривоприсяжників і для всього іншого, що противиться здоровому навчанню, за доброю вісткою слави блаженного Бога, яка мені була довірена» (1 Тим. 1:8-11).
На цій підставі як католицька, так і православна церкви засуджують прояви гомосексуальності. Так, у катехізмі католицької церкви говориться, що «схильність до гомосексуальності об'єктивно невпорядкована і є важким досвідом», а особи, що випробовують таку схильність «закликаються до чистоти». Особам же, які свою схильність до «гомосексуальності» проявляють відкрито, відмовляють у навчанні у семінарії та в освяченнях. Також католицька церква не визнає одностатевих шлюбів, а Папа Римський Іван Павло II назвав такі шлюби «частиною ідеології зла».
Що стосується ісламу, то гомосексуальність, на спільну думку богословів, є забороненою Аллахом. Підставою для подібного рішення служить коранічна притча про народ Лута, який гнівив Аллаха за те, що вони використовували у пристрасті чоловіків замість жінок (Коран 7:81). Разом з тим, в ісламі відсутня цілісна концепція гомосексуальності, котра б охоплювала не тільки мужолозтво, а й платонічні відносини. Гомосексуальність зазвичай розглядається у вигляді окремих її проявів. Перш за все безумовно забороненим в ісламі є анальний секс незалежно від того яку природу він має гомо- чи гетеросексуальну.
Однак, загалом релігійне стигматування у межах авраамічних релігій з більшою однозначністю засуджує гомосексуальність, ніж інші східні релігії.

#### Юридичне стигматування: гомосексуальність як злочин

Одностатевий шлюб (кільця: в окремих випадках)
Визнаються шлюби з інших юрисдикцій
Цивільний союз або партнерство
Обмежене правове визнання
Одностатеві союзи не визнаються
Закони обмежують свободу слова і свободу об'єднань
Одностатеві стосунки де-юре незаконні^{1}
Ув'язнення
Довічне ув'язнення
Смертна кара
^{1}Жодних арештів за останні три роки або мораторій на закон

У XVI—XVII ст. по мірі поступової секуляризації суспільства авторитет церкви став недостатнім для стримування не схвалюваної релігією поведінки, частина повноважень церкви перейшла до держави. Із розвитком капіталістичних відносин, особливо у протестантських країнах, посилилися спроби раціоналізації сексуальної поведінки, яку дедалі більше намагалися звести до суто репродуктивної функції. Сексуальність у тогочасних суспільствах зазнала соціалізації, перетворившись із суто інтимних відносин, на які впливала переважно церква, на інструмент політичної влади та спосіб її проникнення в особисте життя.
Визрівання юридичного стигматування було результатом подвійного процесу. З одного боку воно було підсумком раціоналізації та упорядкування суспільства, в якому сексуальність тлумачиться з точки зору суспільної корисності, під котрою спочатку розумілися суто репродуктивні відносини. З цієї точки зору людність стала розглядатися як народонаселення, що перебуває у рівновазі між його природним зростанням та ресурсами, котрі воно має у розпорядженні, а сексуальна поведінка — як узгоджена економічна і політична поведінка. З другого боку, сексуальність стає інструментом влади та управління, завдяки якому держава отримує важелі для керування окремими індивідами. А це передбачає перенесення функцій такого управління з церкви на поліцію як державний інститут контролю та примусу.
Гомосексуальність не вписувалася у таку систему поглядів, тому нею зайнялася держава, а гомофобія стала елементом її сексуальної політики. І на додаток до релігійного стигматування гомосексуальність отримала статус злочину проти суспільства. При цьому, як і у випадку релігійної концептуалізації, передбачалося, що злочинець може скоювати злочин або не скоювати його, але покарання (не тільки релігійне, але і кримінальне) може відвернути його від подальших злочинів.

#### Психіатричне стигматування: гомосексуальність як патологія
Попередні способи концептуалізації гомосексуальності були засновані переважно на «трьох китах» — вірі, традиції та авторитетах.
У той же час кримінальне переслідування не призводило до зменшення гомосексуальної поведінки у суспільстві. Тому було зроблено висновок, що вона зумовлена якоюсь психологічною патологією, а термін «гріх» було замінено словом «хвороба». До вивчення проблеми долучились медики та психіатри, які спробували обґрунтувати стигматування за допомогою наукового підходу.
У XIX столітті, коли процеси секуляризації в європейській культурі посилилися, прогрес природничих наук призвів до спроб повністю пояснити людське життя природними чинниками. Звідси і виникло уявлення про гомосексуальні нахили як про природну аномалію, хворобу (ця концепція являла собою окремий випадок загальнішої ідеї Ломброзо про те, що взагалі гріх і злочин — прояви особливої природи окремих людей, тобто злочинцем людина народжується). У найбільш ранніх медичних працях з цього питання передбачалося навіть, що гомосексуальність пов'язана з анатомічними аномаліями (наприклад, з відхиленнями у розмірі та формі статевого члена). З розвитком у XIX столітті клінічної психопатології та психіатрії гомосексуальність стали розуміти як органічний, функціональний або розумовий розлад.
Перші спроби класифікувати нерепродуктивну сексуальність як психічну патологію було здійснено у середині XIX століття. Було запропоновано розглядати її як «сексуальну психопатію» (Heinrich Kaan). У 1886 році відомий психіатр Ріхард Крафт-Ебінґ (Richard Freiherr von Krafft-Ebing) назвав гомосексуальність серед 200 інших форм статевої поведінки, котрі відхиляються від норми, віднісши їх до «статевих психопатій». Втім, він визнавав, що гомосексуальність може викликатися як вродженими чинниками, так і бути придбаною. З кожною новою ревізією своєї роботи він все більше і більше писав про вроджену гомосексуальність, але все ж таки завжди допускав і можливість того, що гомосексуальність може бути набутою. Останнє викликалось, на його думку, сексуальною нестриманістю, зокрема, мастурбацією. Ця точка зору, по суті, заклала основи подальших наукових досліджень і започаткувала подолання патологічного підходу до концептуалізації гомосексуальності у наукових працях.
У XX столітті різновидом концептуалізації гомосексуальності як хвороби стала розроблена у нацистській Німеччині концепція гомосексуальності як незворотного генетичного дефекту, природної неповноцінності індивіда, котрий є шкідливим для чистоти нації. У 1936 р. Гіммлер заснував «Центральну імперську службу з боротьби проти гомосексуальності та абортів». У 1930-ті рр. нацистський режим ув'язнив близько 100 тис. гомосексуалів у концтаборах, де вони були змушені носити на одязі рожеві трикутники.
Загалом медико-біологічний спосіб концептуалізації гомосексуальності ґрунтується на підході до сексуальності як суто репродуктивного явища, а також на науковому різновиді есенціалізму, який тлумачить сексуальну поведінку людини як таку, що випливає з її «сутності» — себто здорової природної основи чи універсальної для виду моделі поведінки, яка, як вважається, зводиться до союзу між протилежними статями. Крім того, дослідною базою прихильників такого підходу були мешканці тюрем, пацієнти психоаналітиків та психіатричних лікарень, які складають досить малу частину гомосексуалів. З позицій сучасних соціології та сексології такий спосіб відбору об'єктів дослідження є системною помилкою вибірки.

### Позитивне узаконення у сучасних суспільствах: гомосексуальність як властивість особистості
Взявши за основу медико-біологічний підхід, Карл Кертбені, Карл Ульріхс, Маґнус Гіршфельд поставили під сумнів ставлення до гомосексуальності як до патології: на їхню думку, немає підстав вважати гомосексуальність хворобою, якщо вона не завдає індивіду помітного збитку.
Зокрема, німецький лікар та сексолог Маґнус Гіршфельд у 1896 році опублікував есе під назвою «Сафо і Сократ», в якому він обґрунтовував тезу про те, що гомосексуальність є частиною людської сексуальності і повинна бути предметом науки. Він наполягав на тому, щоб був змінений прусський кримінальний кодекс, в якому § 175 передбачав покарання за гомосексуальні стосунки. Він також заснував 1897 р. Науковий гуманітарний комітет — першу організацію, котра захищала права ґеїв. Ним було проведено збір підписів під петицією протесту проти статті 175. Вдалося зібрати більше шести тисяч підписів, серед яких були підписи Альберта Ейнштейна, Льва Толстого, Еміля Золя, Германа Гессе і Томаса Манна. Петиція була відправлена в рейхстаг, але розглянута була лише через 25 років. Також він створив перше друковане видання, призначене для гомосексуалів: «Щорічний огляд для людей з іншою сексуальністю» (Jahrbuch für sexuelle Zwischenstufen). У щорічнику публікувалися результати наукових і культурологічних досліджень у сфері гомосексуальності, які у наш час називають ґей-студії.
Завдяки їхній діяльності, а також лібералізації громадянського суспільства на Заході, протягом XX століття поширилась концептуалізація гомосексуальності як властивості особистості (не виключено, що вродженої), котра не потребує ні медичного, ні юридичного втручання. Хоча такий спосіб концептуалізації спочатку не завжди мав достатньо достовірне наукове підґрунтя, перш за все через брак досліджень, він став початком нового етапу розвитку позитивного ставлення ліберальних теорій щодо гомосексуалів. Їх прихильники виходили і нині часто виходять із очевидних фактів та ряду світоглядних позицій:
- наявність гомосексуалів у будь-якому суспільстві й в усі часи на тлі переважно гетеросексуальної сексуальної політики та пропаганди свідчить про природність та неподоланність явища гомосексуальності незалежно від її походження[56];
- заперечується патологічність гомосексуальності на підставі почуттів більшості гомо- та бісексуалів та персональному спілкуванні з ними правозахисників, науковців, а також на фактах з життя та творчості видатних людей із гомосексуальними схильностями[57];
- необхідність визнання рівності всіх людей у правах незалежно від будь-яких ознак, яку нині покладено в основу ліберальних цінностей[58],[59];
- розвитку на цьому ґрунті та у підсумку тривалих наукових досліджень уявлень про велике різноманіття сексуальних потягів та поведінки[60];
- на теорії прав людини, які має кожен індивід — тому, що він є людиною, особистістю, має власну гідність, тому що всі люди володіють правами людини в однаковій мірі і вони є невід'ємними[61];
- на теоріях ліберальної демократії, за якої толерантність до всіх меншин є необхідною умовою, та консолідованої демократії як системи, за якої повага до прав меншин, зокрема — на вільне самовираження, гарантована для всіх[62].

### Специфіка наукової концептуалізації гомосексуальності
У другій половині XIX ст. виникли наукові психологія та феноменологія, а на межі з XX ст. — сексологія, в яких досліджувалась, зокрема, і гомосексуальність. Спочатку вони виходили із тези про патологічність гомосексуальності. Однак, чим більше проводилося досліджень, чим більше накопичувалось реальних знань щодо проблеми, тим більше ставали об'єктивними дослідження і врешті науково обґрунтована концептуалізація змінила свої позиції — від стигматування до визнання.
Вже на межі XIX—XX ст. дослідники поставили під сумнів соціальну шкоду гомосексуальності.
Одним з перших, хто спробував встановити джерело гомосексуальності, був британський лікар Хавлак Елес (Havelock Ellis), який у своїй роботі «Сексуальна інверсія» (1897), припустив, що гомосексуальність є комбінацією виховання та біологічних факторів, і ті, хто з самого початку не схильні до гомосексуальності, можуть стати такими, якщо мають «слабкий характер» і піддаються відповідним впливам. Ця праця розглядала гомосексуальність як невинне відхилення від норми, і звертала увагу на позитивні сторони цього явища для суспільства. Зокрема, як позитивні приклади вона містила вказівки на відомих гомосексуальних артистів, вчених тощо
Окремими сексологами пропонувалися інші теорії, у деяких з котрих гомосексуальність тлумачилась як психічна хвороба, в інших — як «третя стать» або психологічна аберація.
Важливим етапом розвитку наукових поглядів на гомосексуальність стала концепція психоаналізу Зиґмунда Фройда. У першій половині XX ст. психоаналіз став одним із провідних методів дослідження гомосексуальності, та він став і новою зброєю патологізації гомосексуальності: серед його прихильників постійно велися суперечки з приводу того, чи вважати гомосексуальність парафілією, чи психічним розладом, однак психоаналітики дуже рідко розглядали її як різновид норми. Наприклад, багато з них дотримувалися думки, що основою чоловічого одностатевого потягу є страх кастрації.
Зростання популярності психоаналізу мало амбівалентні наслідки для гомосексуальної спільноти. З одного боку, вчені отримали метод дослідження неусвідомлених переживань та прихованих потягів особистості, з другого ж — оскільки в їх тлумаченні часто переважали стигмативні установки, а дослідження провадилися переважно на психопатичних та невротичних особистостях, пацієнтах лікарень та тюрем, психоаналіз став використовуватись для зміцнення точки зору, що одностатевий потяг є відхиленням від норми і хворобою. Через це збільшилася кількість гомосексуалів, які були примусово поміщені у лікарні або тюрми. Дослідники намагалися лікувати її різними способами, інколи досить жорстокими і руйнівними, як терапія відрази, кастрація, електрошок, операції на мозку та інші.
Ситуація почала покращуватись після Другої світової війни. Поворотним дослідженням, котре спростувало частину стереотипів щодо гомосексуальності, стали дослідження Альфреда Кінзі, які проводились із використанням соціологічних та психологічних методів, і результати яких були опубліковані у 1948 та 1953 рр. У них було вперше проведено статистичне опитування сексуальної поведінки репрезентативної вибірки громадян США, яке показало, що гомосексуальні думки і дії розповсюджені набагато ширше, ніж прийнято вважати. Виявилось, що 10 % білих американців не менш, ніж три роки свого життя у віці від 16 до 55 років практикували майже виключно гомосексуальні стосунки, 4 % були виключно гомосексуалами протягом усього життя; 37 % білих чоловіків у підлітковому віці принаймні один раз брали участь у гомосексуальному акті, що завершився оргазмом. Серед жінок у віці до 40 років 19 % мали певні еротичні контакти з іншими жінками, хоча лише 2-3 % були виключно лесбійками. Дослідження також показали, що деякі індивіди, які вважають себе в основному гомосексуальними, у минулому вважали себе в основному гетеросексуальними. Багато хто таким чином «міняв орієнтацію» два і більше разів,. Хоча ці дослідження неодноразово піддавались критиці за безконтрольність вибірки, вони являли собою картину поведінки представників усього суспільства і показували, що гомосексуальна поведінка досить поширена серед людей — настільки, що немає підстав вважати її патологією або соціальною загрозою.
Американський психолог Евелін Гукер у 1957 р. опублікувала результати першого наукового дослідження груп гомосексуалів, які не були пацієнтами лікарень, яких вона порівняла з гетеросексуалами і з'ясувала, що існує багато неправильно витлумачених психологічних процесів, які стосуються гомосексуальності. Дослідження Гукер показали, що серед гомосексуалів більшість — добре адаптовані до наявного суспільства, вони не є невротиками, одержимими сексом, що ґеї не відчувають страху та ворожості щодо жінок, не є нерозбірливими у сексуальних зв'язках, що у гомосексуалів немає специфічної патології, і що психологія гомосексуальних осіб варіює в таких же широких межах, як і в гетеросексуальних.
Дослідження Кінзі, Гукер та пізніших сексологів, психологів, а також таких антропологів XIX-ХХ ст., як Ричард Бертен (Richard Francis Burton), Рут Бенедікт, Ґілберт Херт (Gilbert Herdt), ряду істориків та філософів, відійшли від традиції ґрунтувати дослідження на пацієнтах психіатричних та мешканців пенітенціарних закладів, перенесли акцент на широке дослідження сексуальної поведінки звичайних людей, завдяки чому спростували більшість стереотипів щодо гомосексуальності. Вони, зокрема:
- довели поширеність гомо- та бісексуальності у природі та людських суспільствах у минулому і тепер;
- зафіксували, що у деяких традиційних культурах гомосексуальність вважається природним боком людської сексуальності;
- показали, що почуття вини та душевні страждання в більшості випадків не властиві гомосексуалам, а там, де вони все ж присутні, пов'язані не з самою гомосексуальністю, але з іншими причинами, як психологічними, так і соціальними, зокрема з суспільним стигматуванням;
- довели відсутність у гомо- та бісексуалів психічних дисфункцій і показали, що вони належним чином виконують повсякденні та соціальні обов'язки;
- спростували тезу про небезпечність гомо- та бісексуальності для інших людей.

Таким чином, у явищах гомо- та бісексуальності науковцями ознак патології виявлено не було. Також було доведено, що ставлення до явища у різні часи були складовою сексуальної політики; було вивчено механізми формування гомофобії; і, нарешті, було визнано, що не існує достовірних даних, які б свідчили, що сексуальна орієнтація дорослої людини піддається зміні,.
Подібних висновків стали доходити і правники. Так, у Великій Британії наприкінці 1950-х рр. було створено спеціальний законодавчий комітет для вивчення гомосексуальних злочинів і проституції, який прийшов до висновку, що більшість ґеїв і лесбійок були врівноваженими індивідами, і що гомосексуальність виникає з причин, незалежних від кримінального права. Доповідь Комітету привернула велику суспільну увагу завдяки рекомендації скасувати британські закони, що забороняють добровільні гомосексуальні акти між дорослими людьми.
Унаслідок всього цього поступово змінилась точка зору на гомосексуальність, і врешті у 1973 р. правління Американської психіатричної асоціації проголосувало за виключення гомосексуальності зі списку психічних хвороб. Це рішення було підтверджено у 1974 році голосуванням усіх членів асоціації, втім — з досить невеликою перевагою (58 %)[джерело?]. Це рішення започаткувало офіційне визнання існування різних форм сексуальної орієнтації і посприяло підвищенню толерантності до сексуальних меншин у західних суспільствах.
Також ці процеси сприяли виникненню кроскультурних соціологічних досліджень гомосексуальності. Так, Ф. Уайтем (Frederick L. Whitam) у підсумку своїх соціологічних досліджень, проведених у п'ятьох країнах різної культурної ідентичності, дійшов шести ключових висновків:
- гомосексуали трапляються в усіх країнах;
- їхній відсоток практично однаковий в усіх країнах і є незмінним з плином часу;
- гомосексуальна субкультура виявляє себе у будь-якому суспільстві при достатній кількості населення;
- гомосексуали різних країн схожі один на одного за певними рисами поведінки та інтересами;
- в усіх країнах спостерігається схоже співвідношення між гомосексуалами чоловічої та жіночої орієнтації[56].

Пізніші, ширші дослідження ці висновки підтвердили.
Сучасні науковці визнають, що одностатева сексуальна поведінка зустрічається рідше, ніж гетеросексуальна, але вони не бачать ніяких підстав для класифікації її як патологічної, девіантної, порочної, протиприродної або ненормальної. Виключна більшість науковців вважають одностатеву поведінку природною, хоч і менш поширеною формою сексуальності,.
Багато інших асоціацій психіатрів і психологів у світі незабаром перейняли приклад американської асоціації. Врешті, у 1992 р. гомосексуальність перестала вважатися хворобою і Всесвітня організація охорони здоров'я виключила її з переліку хвороб. По тому цю позицію підтримали уряд Великої Британії (1994 р.), МОЗ Російської Федерації (1994 р.), товариство психіатрів Китаю (2001 р.)[джерело?].
Врешті, наукова оцінка отримала юридичне та політичне визнання — поступово розпочалася декриміналізація гомосексуальності. Певний підсумок цього процесу узагальнила Парламентська асамблея Ради Європи, яка у 2010 р. офіційно визнала, що «сексуальна орієнтація, котра охоплює гетеросексуальність, бісексуальність і гомосексуальність, є глибинною частиною особистості кожної людини» і що «дискримінація на підставах сексуальної орієнтації і ґендерної ідентичності заборонена».
Більше того, в останні роки почали озвучуватися пропозиції про включення гомофобії, особливо гомофобії, пов'язаної з насильством, до числа психічних розладів, оскільки фізичні напади гомофобів на осіб гомосексуальної орієнтації нерідко пов'язані з патологічною жорстокістю і бузувірством, які не можуть бути пояснені суто однією неприязню до сексуальних меншин.
Проте, єдиної точки зору щодо того, чи є людська гомосексуальність нормою, чи відхиленням, немає. Та, оскільки гомосексуальність виникає природним способом і не призводить до психічних хвороб, більшість науковців її, поряд з гетеросексуальністю, бісексуальністю та асексуальністю, визнають як один із варіантів сексологічної та психологічної норми.
Виникнення сексології, психології, етнології, еволюційного вчення, екології та етології тварин призвело до нового світоглядного перевороту в європейській культурі, подібного до того, який мав місце у XVI—XVII ст. у зв'язку з розвитком наукової астрономії та фізики. Тепер уже він стосувався людини. Зокрема, розвиток наук про людину спричинив перегляд ряду концепцій, запозичених із релігійного світогляду, як то — культурної неповноцінності первісних (язичницьких) народів, другосортності жінки у порівнянні з чоловіком, а також протиприродності гомосексуальності.

## Стереотипи щодо гомосексуальності та гомосексуалів
- Гомосексуалам не властиві душевні прихильності, почуття любові та відданості.

Прихильники гомосексуальності вважають, що це хибне уявлення. Як і гетеросексуальні, одностатеві стосунки можуть набувати однієї з багатьох форм, які можна розподілити у спектрі від романтичних до суто сексуальних стосунків, сильні люблячі відносини розвиваються так само і між людьми однієї статі, і так само для них важлива несексуальна близькість. Як й у гетеросексуалів, гомосексуальні почуття ґрунтуються не тільки на сексі, а на еротичних, естетичних та емоційних константах. Як і гетеросексуалів, гомосексуалів цікавить зовнішня привабливість та особистість партнера. Це стосується й українських ґеїв. За одним з опитувань, з чотирьох пріоритетів на 1-му місці більшість поставили кохану людину, на другому — здоров'я, та третьому — секс, на четвертому — матеріальний статок.
Тому чимала частина гомосексуалів відчуває потребу у любові, прихильності та інтимності. Більшість гомосексуальних стосунків охоплюють не тільки секс, але і позасексуальні еротичні, естетичні та емоційні прихильності між партнерами, почуття задоволеності, а також спільні цілі та цінності, взаємну підтримку, поточні зобов'язання. Як й у гетеросексуалів, у гомосексуалів любов формується із складного комплексу почуттів та спричинює відчуття близькості, впевненості, безпеки і комфорту, щирої вдячності та турботи.
Приклади постійних одностатевих стосунків, любові, прив'язаності та вірності ми бачимо в античних та середньовічних японських суспільствах. Відомі любовні союзи, що продовжувалися все життя. Так, юні самураї Тамасіма Мондо і Тоеда Ханемон, полюбивши один одного, коли першому було 16, а другому 19 років, прожили у любові та злагоді до старості, жодного разу не зрадивши один одного ні з жінкою, ні з чоловіком. Тривалі романтичні відносини відображено у різних історичних джерелах та художній літературі. Одним із найдавніших поглядів на це питання є діалог Платона «Пір» («Симпозіум»), в якому аргументовано, що любов між чоловіками перевершує любов між чоловіком і жінкою. Інший приклад — художник К. Сомов прожив більше двох десятиліть з М. Лук'яновим тощо. Чимало свідчень подібних стосунків можна знайти у науковій та іншій літературі. Так, за деякими даними, зв'язки у парах ґеїв тривали у середньому 8,9 роки.
Сучасні дослідження продемонстрували, що чимало лесбійок і ґеїв хочуть мати гармонійні та міцні стосунки. Наприклад, дані різних опитувань, проведених Американською психологічною асоціацією, показали, що 40-60 % чоловіків-гомосексуалів, а також 45-80 % лесбійок на момент опитування мали стійкі романтичні відносини. Інші дослідження показали, що 18-28 % одностатевих пар і 8-21 % лесбійських пар у США жили разом 10 і більше років. Також було показано, що одностатеві і різностатеві пари мають схожі способи досягнення задоволення та прихильності у любовних відносинах,, і що серед гетеросексуалів та гомосексуалів частка тих, хто очікує від романтичних відносин реалізації загальнопоширених надій та взірців, подібні. Стабільність романтичних відносин також залежить від суспільних умов — які в гомосексуалів доходи, чи має хоча б один з партнерів власне житло і живе відокремлено від батьків, врешті, як у суспільстві ставляться до одностатевих пар.
Як зазначає І. Кон, з приводу одностатевих сексуальних відносин існує цілий ряд градацій: 1) анонімний одноразовий секс у громадських туалетах, де партнери здебільшого навіть не бачать один одного; 2) сексуальні контакти з незнайомими чоловіками у лазнях, саунах, парках, на пляжах, «плешках», в темних кімнатах ґей-барів і дискотек; 3) одноразовий секс у більш-менш комфортних умовах у будинку або готелі; 4) сексуальне партнерство, де люди пов'язані між собою тільки більш-менш регулярним сексом; 5) більш-менш тривалі, постійні партнерські відносини, які передбачають певні взаємні зобов'язання; 6) співжиття із сумісним проживанням та домогосподарством; 7) юридично оформлене домашнє партнерство або одностатевий шлюб. Кожна з цих форм відповідає цілком визначеним серед різних осіб потребам і має своїх прихильників і супротивників.
Також, потреба у стабільних відносинах, як й у гетеросексуалів, залежить від типу особистості та віку — багато юнаків та молодих чоловіків часто до певного віку не відчувають потреби у сталості. За деякими дослідженнями, лише 12 % ґеїв та 5 % лесбійок не утворюють пар та мають численних сексуальних партнерів.
З другого боку, тривалість стосунків не слід ототожнювати із постійністю кохання. Окрім того, чимало зарубіжних досліджень показало, що шлюби, котрі ґрунтуються не на ґендерних стереотипах, а на дійсній рівності статей, зі врахуванням індивідуальних особливостей подружжів, є стійкішими та щасливими, що цілком застосовно і до одностатевих пар.
Крім того, існують деякі психосексуальні відмінності у гомо- та гетеросексуальних контактах, які свідчать про протилежне щодо зазначеного стереотипу. Ряд досліджень показали, що гомосексуальні зносини частіше від гетеросексуальних розпочинаються з обіймів і поцілунків, партнерів менше цікавлять статеві органи та (у жінок) груди. Відмінність гомосексуальних контактів від гетеросексуальних також у тому, що індивід, діючи на підставі власного досвіду, добре знає анатомію та потреби партнера чи партнерки та досить часто більше намагається викликати сексуальне збудження не стільки у себе, скільки у партнера (партнерки). Загалом гомосексуальні пари більш схильні до експериментування і використовують різноманітнішу сексуальну техніку, ніж гетеросексуали,.
Взагалі, існують три основні моделі інтимних відносин, які розвиваються у парах ґеїв та лесбійок. Один зразок переймає гетеросексуальну модель, коли один партнер у відносинах з партнером переймає більше традиційно чоловічі функції, а інший — більше жіночої. Друга — пари, в яких один партнер значно молодший від іншого. Вони інколи нагадують відносини «батько (мати) — дитина», «учитель — учень», або щось подібне. Третя модель будується за зразком пари близьких друзів, з упором на взаємний розподіл обов'язків та рівність між партнерами, які є близькими за віком та соціальним статусом.
- Гомосексуальність — гріх, усі релігії світу засуджують її.

Прихильники гомосексуальності вважають, що це не відповідає дійсності — не всі сучасні релігії, а тільки консервативні течії юдаїзму, християнства та ісламу та секти, що запозичили їхні ідеї, засуджують гомосексуальність.
Ліберальні богослови стверджують, що науковий аналіз біблійних текстів показує ситуативність, конкретно-історичну зумовленість фрагментів Старого Заповіту, котрі засуджують прояви гомосексуальності. Так, прийнято вважати, що різко негативне ставлення юдаїзму до гомосексуальності було частково пов'язане з конкуренцією близькосхідних релігійних культів: найближчі сусіди стародавніх юдеїв тяжіли якраз до культів родючості, в яких практикувались сакральні гомосексуальні стосунки. Велика кількість антигомосексуальних тлумачень Біблії пов'язані із неточним перекладом грецьких та єврейських слів та невірним тлумаченням місць, в яких розуміються ідолопоклонство та храмова проституція.
Деякі ліберальні богослови не тлумачать найбільш значущі тексти, що згадують мужолозтво та фразу «лежати з чоловіком як з жінкою» як засудження гомосексуальності. Так, Босуелл (Boswell) і Васі (Vasey), стверджують, що в посланні апостола Павла до Римлян (Рим. 1:25-27) засуджуються не статеві акти представників гомосексуальної орієнтації, а гомосексуальні дії гетеросексуалів, для яких вони і є протиприродними.
Щодо фрагмента з послання до Тимофія (1 Тим. 1:8-11), то тут ведуться гострі суперечки з приводу адекватного перекладу слова «Arsenokoitai», яке традиційно перекладали як «мужоложці». Існують тлумачення його як «гомосексуальні насильники», «гомосексуали-повії». Деякі дослідники показують, що взагалі воно може мати різний зміст, як, наприклад, у зв'язку з сексуальною експлуатацією: зґвалтування, секс з економічного примусу, проституція, сутенерство.
Насправді серед християн позиції з приводу гомосексуальності мають більш широкий спектр оцінок. Холбен (L. R. Holben), автор спеціального дослідження «Що християни думають про гомосексуальність: Шість характерних точок зору», представляє шість різних позицій християн щодо гомосексуальності. Вони утворюють своєрідний спектр між консервативними та ліберальними поглядами, в якому позиції поступово переходять від засудження до повного визнання рівності сексуальних орієнтацій:
Безумовне засудження гомосексуальності
Його прихильники вважають, що гомосексуальні відносини підлягають осуду за будь-яких обставин і є злочином. Згідно з уявленнями прихильників цієї точки зору, гомосексуалами рухає виключно хтивість, і вони не здатні побудувати відносини у любові, без сексуальної експлуатації. Цієї точки зору дотримуються консервативні віряни та клірики.
Віра у можливість змінити гомосексуалів
Її прихильники сприймають гомосексуальність більше як хворобу та ознаку розпаду. Представники цієї позиції вважають, що гомосексуальність може бути вилікувана через репаративну терапію, молитву або екзорцизм. Цієї точки зору дотримуються чимало харизматичних, фундаменталістських та інших протестантських церков[джерело?].
Очікування від гомосексуалів целібату
Прихильники цієї позиції визнають, що сексуальну орієнтацію дорослої людини у більшості випадків змінити неможливо. Однак гомосексуальні відносини вважаються гріховними. Тому представники такої позиції стверджують, що від гомосексуалів Бог очікує сексуального утримання, життя без інтимного та люблячого партнера. Цієї точки зору дотримуються прихильники Римсько-католицької церкви та деякі основні протестантські деномінації, як Пресвітеріанська церква США (Presbyterian Church USA), Об'єднана Методистська церква (United Methodist Church).
Часткове прийняття гомосексуальності
Представники цього погляду, як і деякою мірою — попередніх, вважають причиною гомосексуальності занепад світу. Гомосексуальність тлумачиться як психосексуальна інвалідність, жертви якої повинні намагатись її подолати. Якщо ж вони не у змозі змінити свою сексуальну орієнтацію і не можуть все життя жити у повному целібаті, то найменшим злом для них пропонується побудова моногамних, довгострокових одностатевих відносин. Представники цієї позиції не схвалюють благословення одностатевих шлюбів у церквах, але вважають припустимими світські цивільні одностатеві союзи.
Такі переконання можна знайти головним чином серед ліберальних протестантів, деяких протестантських пасторів та інших церковних лідерів[джерело?].
Визнання рівності сексуальних орієнтацій
Представники цієї позиції вважають гомосексуальність нормальною формою сексуальної орієнтації. Моральність гомосексуальних стосунків, на їхню думку, залежить від того, чи вони засновані на любові, рівній гетеросексуальній. Міра моральності таких відносин визначається за допомогою таких критеріїв як взаємні зобов'язання, відсутність примусу і маніпуляції, надійність, сталість і вірність. Соціальна справедливість, згідно з цією позицією, буде досягнута тільки шляхом дотримання рівних прав для людей всіх сексуальних орієнтацій, у тому числі реалізації права на одностатеві шлюби.
Серед прихильників цього переконання Об'єднана Церква Христа, Об'єднана церква Канади, Унітаріано-універсалістська Асоціація (Unitarian Universalist Association), а також окремі ліберальні протестантські пастори та інші церковні лідери, більшість навколоцерковних організацій на підтримку гомосексуалів, пов'язаних з великими деномінаціями — Affirmation, Dignity, Evangelicals Concerned, GLAD, Integrity, Interweave Continental, Lutherans Concerned, і More Light Presbyterians[джерело?].
Гомосексуальність розглядається як повністю рівна гетеросексуальності
Біблійні пасажі, які традиційно використовуються для засудження гомосексуальних відносин, з точки зору представників цієї позиції, повинні бути відкинуті як різновиди науково безграмотної, патріархальної та культурно обумовленої інтерпретації. Функцією людської сексуальності вважається перш за все породження радості, любові та емоційний розвиток. Народження нового життя вважається вторинною, а не найголовнішою функцією сексуальності. Моральна сторона сексуальної активності як гомосексуальних, так і гетеросексуальних стосунків оцінюється виходячи з цього.
Прихильники даного погляду вважають, що саме гомофобія є глибоким пороком, з яким слід активно боротися, оскільки вона призводить до ненависті стосовно сексуальних меншин, які, як і всі люди, створені за образом і подобою Божою. Згідно з цим поглядом, гомосексуали та бісексуали мають особливе завдання звільнити церкву таким чином, щоб вона могла охопити як фундаментальну еротичну складову життя кожної людини, так і духовний шлях, котрий набуває виразу в любові.
Серед прихильників цієї точки зору — Світове братство метропольної співдружності церков (Universal Fellowship of Metropolitan Community Churches) і Євангельська англіканська церква Америки (Evangelical Anglican Church in America).
З другого боку, не існує прямих заборон на гомосексуальну поведінку в буддизмі, даосизмі, конфуціанстві, синтоїзмі, деяких напрямках індуїзму та інших релігіях, що визнають первинність природних процесів світотворення, а не творчі зусилля Бога або богів.
Слід також наголосити, що у сучасних західних країнах, заборони, що накладаються тією чи іншою релігією, мають діяти у сфері релігії, але не стосуються науки та держави. Претензії церкви на ідеологічну та моральну монополію у сучасному суспільстві суперечать принципу відділення церкви від держави. З цього приводу слід нагадати, що у Конституції України існує стаття 35, де зазначено: «Кожен має право на свободу світогляду і віросповідання. Це право включає свободу сповідувати будь-яку релігію або не сповідувати ніякої… Церква і релігійні організації в Україні відокремлені від держави, а школа — від церкви. Жодна релігія не може бути визнана державою як обов'язкова…».
- Гомосексуальність — порушення природного призначення людської сексуальності.

Науково доведено, що гомосексуальність поширена у природі (серед тварин та рослин[джерело?]) та культурі і виконує ряд природних і корисних для виживання видів тварин функцій[які?]. З другого боку, поведінка людини загалом досить далеко ухиляється від суто біологічної мотивації, у тому числі й у сексуальній сфері. А якщо так, то чим класичні культури, в яких гомосексуальні стосунки було інституйовано, наприклад, антична, маянська, японська, гірші від класичної християнської?
- Гомосексуальність шкідлива з демографічної точки зору, вона призводить до падіння народжуваності.

Загалом починаючи з середини XX століття падіння народжуваності у розвинених країнах і справді становить все серйознішу проблему. Однак, ця проблема з'явилася за кілька десятиліть до широкомасштабної лібералізації ставлення суспільства до гомосексуальності і пов'язана з низкою соціально-демографічних чинників, до яких гомосексуали не мають ніякого відношення. Серед них — розпад традиційної сім'ї з великою кількістю дітей, який став результатом складного комплексу чинників, і тут декриміналізація гомосексуальності навряд чи відіграє значну роль: з чисто статистичних причин основний внесок у демографічний спад в Європі вносять гетеросексуальні сім'ї без дітей або з єдиною дитиною. До того ж репродуктивна неспроможність декількох відсотків населення не може суттєво вплинути на загальну тенденцію народжуваності.
Про безпідставність шкідливості гомосексуальності з демографічної точки зору свідчать і статистичні факти. Так, у Данії, де закон про одностатеві громадянські союзи був прийнятий ще у 1989 р., народжуваність за 1990—1995 рр. збільшилася з 11,9 до 12,1 дітей на 1000 чол., сумарний коефіцієнт народжуваності (СКН) за цей відтинок часу становив 1,7 народжень на одну жінку, а у 2005—2010 рр. — 1,8. У Голландії, за даними 2005—2010 років СКН становив 1,8 (11 місце в Європі). Серед п'ятірки європейських країн за найбільшим СКН у 2005—2010 рр. Ісландія — 2,1 (визнані громадянські одностатеві союзи, прирівняні до шлюбів), Ірландія — 2,0, Швеція та Норвегія — по 1,9 (в обох визнані одностатеві шлюби), Франція — 1,9 (визнані громадянські одностатеві союзи, прирівняні до шлюбів). У згаданих країнах відсоток іммігрантів коливається між 7-12 %, причому біля половини з них — мігранти з країн із низькою народжуваністю, а зазначені коефіцієнти народжуваності — наслідок ефективної демографічної політики.
Ґейські пари фізіологічно не можуть бути репродуктивними відтворювачами потомства. Однак, лесбійки можуть народжувати дітей від сторонніх стосунків, а ґеї досить часто прагнуть мати дітей,,.
Слід також акцентувати, що засудження або заборона гомосексуальних стосунків не сприяє збільшенню гетеросексуальних контактів у ґеїв. Натомість, чимало ґеїв хочуть мати дітей. Так, 15 % східнонімецьких гомосексуалів відзначили, що бажання мати дітей — важлива умова їх особистого щастя, а кожен четвертий серед них, хто мав зносини з жінками, мали власних дітей. У США у 80-х рр. XX ст. серед гомосексуалів чисельність охочих ростити дітей постійно зростала. Усиновлення дітей людьми, які не приховують свою гомосексуальність, стало звичайнішим; ґеї та лесбійки все частіше отримують право залишати під своєю опікою власних дітей після розлучення, а лесбійки нерідко стають біологічними матерями у результаті штучного запліднення.
Серед українських ґеїв, за одним із досліджень, 68 % респондентів, що не мають дітей, воліли б їх мати, а 11 % одностатевих пар повідомили, що в їхній парі виховувалась або виховується принаймні одна дитина.
В Україні тенденція до зниження народжуваності пов'язана, крім всього іншого, з загальним низьким рівнем життя населення. Дітей найбільше прагнуть народжувати ті, у кого є час та фінансові можливості для їхнього виховання. І якщо навіть упровадити податок на бездітних або адміністративну відповідальність, як це було у радянські часи, це не матиме помітних наслідків, та й з гуманістичної точки зору це неприпустимо — насильство над частиною суспільства не можна виправдати завданнями демографічного зростання.
- Гомосексуали бувають або активними, або пасивними.

Це — точка зору, яка ґрунтується на моделюванні гомосексуальних зносин відповідно до патріархальних гетеросексуальних стосунків, за якої активний партнер (донор) символізує чоловіка, а пасивний (акцептор) — жінку. Хоча у деяких випадках це може бути і так, однак психологія гомосексуальних відносин як правило зовсім інша, ніж просто сексуальні зносини за принципами влади — підкорення, як це сприймається у патріархальному суспільстві. Серед гомосексуалів далеко не завжди «пасивний» уподібнюється жінці, а «активний» — чоловікові; пеніс та анус сприймаються як інструменти насолоди, а не влади і підкорення, «анальна інтромісія розглядається як добровільна передача Іншому влади над собою, дозволяння йому увійти у найбільш інтимні, священні, закриті глибини власного тіла і власного Я». Крім того, про дихотомію пасивності — активності має смисл говорити, якщо ідеться про ґеїв, які віддають перевагу анально-генітальним контактам. Та і серед них часто відбувається зміна позицій — більшість ґеїв отримують задоволення від обох ролей.
Проте, частина ґеїв віддають перевагу орально-генітальним контактам, в яких акцептор як правило є активнішим. Крім того, серед них існують й інші форми зносин, серед яких досить поширені взаємна мастурбація та тертя пенісу між стегнами або об тіло партнера.
Так, національне дослідження, проведене у Великій Британії у 1990-х роках, виявило, що від однієї чверті до однієї третини чоловіків-гомосексуалів ніколи не практикували анальний секс у стані активного чи пасивного партнера. Серед німецьких ґеїв, які практикують анальний секс, виключно «активну» роль виконували 18 %, виключно «пасивну» — 12 %, а 70 % обстежених у різних пропорціях чергували обидві позиції. Серед англійських ґеїв виконувати «активну» роль прагнули 43 %, «пасивну» — 40 %, але практично більшість (61 %) чергували обидві позиції.
Лесбійки частіше від інших типів зносин практикують негенітальні контакти, а серед генітальних найбільш поширений кунілінгус. Крім того, очевидно, вони займаються сексом рідше, ніж інші типи пар.
Крім того, серед гомосексуалів, як і серед гетеросексуалів, зустрічаються суто естетико-еротичні відносини, які не передбачають або вважать другорядними сексуальні зносини. Частина гомосексуалів відрізняються слабкою цікавістю до сексу.
- Гомосексуальність шкідлива з медичної точки зору, оскільки анальний секс більш травматичний і пов'язаний з великим ризиком зараження СНІДом, ніж будь-які інші види сексуального контакту.

Дійсно, травматична та інфекційна небезпека анального сексу відносно висока, хоча й інші форми сексуального контакту створюють певні небезпеки для здоров'я. Крім того, існують й інші ризики для здоров'я гомосексуалів (докладніше див. розділ «Гомосексуальність і ризики для здоров'я»), однак аналогічні ризики існують і для гетеросексуальних осіб, що практикують безладний секс. Крім того, анальний секс не є виключно гомосексуальною практикою — ця форма контакту часто використовується і гетеросексуальними партнерами. Також він не є єдиною формою гомосексуальної практики, використовується не в усякому гомосексуальному контакті і не всіма особами гомосексуальної орієнтації, а тому, строго кажучи, переносити безпосередньо негативне ставлення до анального сексу на гомосексуальність як таку неправомірно.
СНІД спричинюється вірусом ВІЛ, що поширюється внаслідок поведінки високого ризику, яка пов'язана не тільки із безсистемними та незахищеними статевими стосунками, але і з внутрішньовенним споживанням наркотиків та порушенням санітарних норм, внаслідок чого відбувається зараження крові або лімфи. З досі невідомих причин сталося, що спочатку ВІЛ потрапив у популяцію американських ґеїв. Тому значний відсоток хворих на СНІД у США, Канаді та Західній Європі є ґеями, але це не означає, що серед ґеїв великий відсоток хворих на СНІД. В європейських країнах він менше, ніж у США. Зараз секс між чоловіками обумовлює від 5 % до 10 % всіх ВІЛ-інфекцій, хоча пропорція випадків зараження таким шляхом суттєво коливається залежно від країни. Цей шлях зараження є домінуючим у більшості розвинених країн.
В Україні ж відсоток інфікованих серед ґеїв вкрай малий, СНІДом заражаються переважно гетеросексуальні пари та діти[джерело?]. Домінуючим шляхом передачі ВІЛ в Україні є парентеральний — через брудні шприци та голки наркоманів. У 2006 р. він становив 64,5 % від усієї кількості зареєстрованих ВІЛ-інфікованих. Статеві стосунки усіх видів стали причиною зараження в 28,5 % випадків. Від матері до дитини інфекція передалася у 5,2 % випадків, у 1,8 % шлях передачі інфекції не визначено. За оцінкою соціологів, серед заражень ВІЛ в Україні гомосексуальним шляхом у 2006 р. заразились лише 0,2 % респондентів, а за 1987—2006 — 0,1 %.
Лесбійки взагалі мають найнижчий показник усіх хвороб, що передаються статевим шляхом серед населення.
- Гомосексуальність пов'язана з проміскуїтетом: у тих, хто веде гомосексуальний спосіб життя, значно більше сексуальних партнерів.

Статистика загалом підтверджує цей факт, хоча нічого не говорить про його причини.
Дійсно, за одним із досліджень, немоногамними були 82 % ґеїв, однак — тільки 28 % лесбійок[джерело?]. Проте також відомо, що гетеросексуальні чоловіки, котрі мають позашлюбні статеві стосунки, мають і значно більше партнерів, ніж гетеросексуальні жінки, що практикують позашлюбний секс. Очевидно, це є свідченням того, ґеї дотримуються традиційної маскулінної стратегії (за деякими дослідженнями вона має еволюційну основу), яка орієнтує чоловіків (як гетеросексуалів, так і ґеїв) на сексуальну активність з різними партнерами, а жінок (як гетеросексуалок, так і лесбійок) — у більшому ступені на моногамію та пошук стабільних партнерів, які будуть забезпечувати комфортні умови для виховання дітей. Це стимулює чоловіків досить часто шукати випадковий секс поза межами своїх знайомих, у той час як жінки більш схильні до створення емоційних прив'язаностей,.
Загалом, питання про сексуальну свободу та велику кількість сексуальних партнерів не пов'язане безпосередньо з гомосексуальністю: це питання моральної оцінки сексу як такого. Уявлення про те, що сексуальних партнерів у житті людини має бути якомога менше (в ідеалі — один: законний чоловік або дружина) засноване на суворій моралі монотеїстичних релігій і наукою XX століття було поставлено під питання. Більше того, ставиться під сумнів якраз природність моногамності, оскільки деякі дослідження показали, що найближчі до людини види мавп практикують проміскуїтет.
- Гомосексуальність — психічний розлад і може бути вилікувана чи відкоригована.

Консервативні християнські групи, які вірять у можливість змінити сексуальну орієнтацію та ставлять на меті подолання гомосексуальності, нерідко звертаються до використання репаративної терапії з метою зробити гетеросексуалів з гомосексуалів. Репаративна терапія підтримана такими організаціями, як Національна асоціація по дослідженню та терапії гомосексуальності (NARTH), Католицька медична асоціація тощо, й ідейно спирається на католицьку доктрину св. Фоми Аквінського.
Прихильники репаративної терапії стверджують, що сексуальна орієнтація людини піддається зміні, а також вважають гомосексуальність психічним розладом, який можна й потрібно виправити. Суть репаративної терапії, відомої також як «конверсійна», «переорієнтовувальна» або «диференціювальна», полягає у тому, що вона застосовує ряд методик, спрямованих на зміну сексуальної орієнтації людини.
У минулому серед її методик використовували електросудомну терапію (електрошок) і аверсивну терапію, яка включала в себе демонстрацію гомоеротичних матеріалів пацієнтові з одночасним викликанням у нього нудоти і блювоти за допомогою медикаментів. Однак, тепер вони не використовуються як негуманні та шкідливі. У наш час основною методикою вважається індивідуальне або групове консультування (співбесіда). Більшість терапевтів дотримується релігійної (зазвичай християнської) доктрини і включають до методики релігійне навчання, молитву, піст або медитацію. Секулярні методики включають читання, спорт або інші фізичні вправи.
Проте, більшість медиків та психологів вважають, що спроби змінити сексуальну орієнтацію людини містять потенційну небезпеку для психіки. Репаративна терапія неодноразово була піддана критиці й осудові з боку багатьох провідних професійних медичних, психологічних і педагогічних асоціацій, таких як Американська психіатрична асоціація, Американська педіатрична академія, Американська медична асоціація, Американська психологічна асоціація, Американська асоціація консультантів, Національна асоціація шкільних психологів, Національна асоціація соціальних працівників, Королівський коледж медичних сестер,. Критика виходить з наступних позицій:
- доведено необ'єктивність клінічних даних, з яких виходять прихильники репаративної терапії;
- припущення, на яких вона ґрунтується, не відповідають більшості наукових фактів і базуються більше на релігійному засудженні гомосексуальності, ніж на об'єктивному аналізі або емпіричних даних;
- дослідження з репаративної терапії концентруються майже виключно на чоловічий гомосексуальності, рідко беручи до уваги жіночу і демонструючи ще більшу упередженість;
- подібні види терапії заподіюють емоційне страждання, вносять нестабільність до життя людини, а також можуть стати причиною самогубства;
- подібні види терапії використовують почуття вини і тривоги, що призводить до зростання психологічних проблем;
- репаративні терапевти ігнорують наукові дослідження, котрі демонструють, що тиск з боку соціуму відіграє ключову роль у спробах людей змінити свою орієнтацію[115],[116],[117].

Сучасні наукові уявлення полягають у тому, що гомосексуальність не піддається зміні. Гомосексуальна орієнтація є суттєвою складовою окремих особистостей, як і гетеросексуальна — більшості. Тому спроби змінити гомосексуальну орієнтацію більшістю психологів розглядаються як спроби порушити цілісність особистості.
Дослідження свідчать, що багато хто з пацієнтів, котрі пройшли репаративну терапію, як і раніше відчувають одностатевий потяг і змушені утримуватись від будь-яких статевих контактів, у той час як їхня орієнтація залишається незмінною.
Інше дослідження, котре стосувалося тих, хто проходили програми репаративної терапії, інколи протягом багатьох років, показало, що 88 % його учасників не зазнали суттєвої зміни сексуальної поведінки, і лише 3 % стверджували, що змінили свою орієнтацію на гетеросексуальну. У той же час 9 % випробовуваних зазначали, що втратили всякий сексуальний потяг або намагалися практикувати утримання від сексуальних контактів. Також більшість респондентів серед тих, хто проходив репаративну терапію, продемонстрували незадовільно низький емоційний і розумовий стан після її застосування, у них удвічі збільшились рівні депресії, занепокоєння, зловживання алкоголем і наркотиками, а також думки про самогубство. Інші з випробовуваних, яким не вдалося переорієнтуватися, відчували почуття сорому.
У серпні 2009 року Американська психологічна асоціація, підтвердивши свої більш ранні заяви з приводу репаративної терапії, наголосила на важливості надання фахівцями реалістичної картини віруючим ґеям і лесбійкам. На думку психологів, виходячи з такої реалістичної картини гомосексуали самі повинні зробити вибір способу життя. Психологи фактично визнали допустимими для збереження психічного здоров'я гомосексуалів лише два варіанти — повне сексуальне утримання або здійснення одностатевих стосунків, повністю відкинувши спроби зміни сексуальної орієнтації як безперспективні і небезпечні для здоров'я. Було також зазначено малоймовірність можливості зміни сексуальної орієнтації.
Доведено, що ґеї та лесбійки, котрі прийняли свою сексуальну орієнтацію, краще адаптуються у суспільстві, ніж ті, хто не прийняли її. Тому лікування повинно стосуватись тільки тих гомосексуалів, що мають психологічні та соціальні проблеми, і має бути спрямованим не на зміну орієнтації, а на корекцію неврозів, адаптацію у суспільстві, прийняття себе таким, який ти є, підвищення самооцінки
- Існує зв'язок між гомосексуальністю та педофілією.

Сексуальні зловживання дітьми відбуваються переважно у сім'ях. У сексуальні ж відносини поза сім'єю дітей втягують найчастіше саме педофіли. Для багатьох педофілів стать взагалі не має суттєвого значення. Крім того, педофіли більше керуються силою, контролем і ворожістю, ніж сексуальним бажанням.
Більшість гомосексуалів негативно відноситься до педофілів. Статистика свідчить, що чисельність педофілів серед ґеїв та лесбійок не вища, ніж серед гетеросексуалів,. Вивчення сексуальних домагань правопорушників приводить до висновку, що гетеросексуальні дорослі становлять більшу загрозу для дітей, ніж дорослі гомосексуали.
- Ґеї — жінкуваті, лесбійки — мужоподібні.

Сучасна наука розділяє ґендерну ідентичність, яка формується піді впливом культури, і сексуальну орієнтацію, механізми формування якої як правило пов'язані з біологічними, психічними та сексуальними факторами. Тому гомосексуальна орієнтація не призводить до автоматичного ототожнення гомосексуала з протилежною статтю, хоча таке ототожнення може розвинутись піді впливом соціальних факторів. Сучасні гомосексуали у розвинених країнах у більшості чітко свідомі своєї статевої приналежності — ґеї відчувають себе у повній мірі чоловіками, а лесбійки — жінками. Однак, серед гомосексуалів спостерігаються різні градації гомоґендерної ідентичності. Крім того, більшість чоловіків-ґеїв не люблять фемінізованих чоловіків і сексуально не збуджуються від їх вигляду.
Взагалі-то не завжди й не в усіх суспільствах серед ґеїв було поширене пародіювання жіночої ґендерної ролі. Так, у середньовічній Японії гомосексуальні стосунки були поширені серед воїнів-самураїв, там і в Давній Греції гомосексуальність розцінювалась як найвища ознака маскулінності.
Так само, гомосексуалів не можна звести до тих, хто виконує виключно активні чи пасивні ролі під час зносин. У більшості сучасних ґеївських та лесбійських пар не існує жорсткого рольового поділення, коли одна особа діє як жінка, а інша — як чоловік. Існують різноманітні способи розподілу соціальних обов'язків; у сексі партнери також можуть виконувати обидві ролі або навіть просто здійснювати сумісну або взаємну мастурбацію. Більше того, зафіксовано чимало пар, в яких сексуально пасивний партнер у той же час є фізично сильнішим і психологічно більш агресивним.
- Ґеї бояться статевих стосунків із жінками, а лесбійки — з чоловіками.

У дитячому та підлітковому віці гомосексуали беруть участь у гетеросексуальних контактах не рідше, ніж їхні гетеросексуальні однолітки, однак вони отримують при цьому менше задоволення або не відчувають його зовсім.
Гомосексуали вступають у гомосексуальні стосунки не тому, що бояться жінок, а тому, що їм більше подобаються особи однієї з ними статі — вони видаються їм привабливішими, еротичнішими, красивішими. Й у той же час статеві ознаки осіб протилежної статі як правило їм нецікаві, здаються неестетичними, але практично не викликають ніякого жаху чи відрази. Більше того, за наявними відомостями приблизно одна п'ята частина ґеїв і третина лесбійок одружуються як мінімум один раз,, а кількість одружених бісексуалів, можливо, обчислюється мільйонами,.
Гомосексуальна орієнтація не є результатом якогось травматичного досвіду гетеросексуальних відносин, так само як її не може змінити приємний гетеросексуальний досвід. Насправді, частина ґеїв і ще більше лесбійок можуть вступати у гетеросексуальні стосунки з тих чи інших причин.
За спостереженнями, чоловіки, що надають перевагу гомосексуальним контактам, демонструють різне ставлення до жінок (дівчат) і можуть вступати у гетеросексуальні зносини через досить різні мотиви:
- сексуальні експерименти з дівчиною з ініціативи ґея (як правило це відбувається у молодому віці), які надають індивіду менше еротичне та емоційне задоволення, ніж гомосексуальні;
- віддання активної ролі дівчатам (жінкам) у сексуальних зносинах, які надають індивіду менше еротичне та емоційне задоволення, ніж гомосексуальні;
- маскувальний флірт із дівчатами (жінками), особливо поширений серед юнаків з метою виглядати «нормальними», котрий, як правило, з досить різних причин не переходить у справжні зносини;
- вступ у гетеросексуальні контакти через різні мотиви, не пов'язані з власне еротичними та естетичними перевагами (наприклад, через відчуття обов'язку, самоствердження, відчуття власного маскулінного домінування, бажання виглядати «нормальним» тощо), але при цьому має місце сприйняття гетеросексуального контакту як менш значущого акту, ніж гомосексуальні зносини, наприклад — як різновиду мастурбації;
- психоемоційне розведення гомо- та гетеросексуальних контактів, при цьому індивіда може цікавити особистість конкретної жінки (особиста симпатія та ін.), а гетеросексуальні зносини виступають як спосіб задоволення якоїсь емоційної та потреби, а також у наслідок прихильності до фізичних особливостей та зацікавленості у стилі спілкування, які не задовольняються наявними гомосексуальними стосунками — цей мотив досить поширений серед бісексуалів[127];
- бажання мати дітей, через що ґеї перебувають у шлюбі або мають певні гетеросексуальні зносини, однак гетеро- і гомосексуальні відчуття при цьому можуть мати різне психоемоційне забарвлення, а гетеросексуальні зносини здійснюються з суто репродуктивною метою;
- дружні почуття до конкретної жінки з деякими сексуальними відносинами без вагомого еротичного задоволення (максимум — любов-дружба), при цьому ґеї досить часто перебувають у шлюбі з цими жінками;
- приязне відношення до конкретних жінок без гострого сексуального бажання і сексуальних зносин, але з деякими проявами гетероеротизму (поцілунки, ласки та ін.), це, як правило, — дружба без шлюбу;
- випадкові ситуативні контакти, наприклад, у стані алкогольного або наркотичного сп'яніння;
- фінансові або амбітні причини (наприклад, гетеросексуальна проституція, кар'єрне зростання тощо).

Очевидно, зазначеними варіантами гетеросексуальні відносини у гомо- та бісексуалів не вичерпуються, однак питання гетеросексуальних контактів серед гомосексуалів і досі погано досліджене.
У той же час боязнь осіб протилежної статі, сором'язливість перед ними має зовсім іншу природу, і пов'язана значною мірою із неадекватними виховними ситуаціями у підлітковому віці, а також із надмірно авторитарним стилем виховання. З другого боку, зафіксовано, що ґеї, котрі мають велику кількість різноманітних партнерів, легше вступають у стосунки і з жінками (хоча і достатньо рідко у порівнянні з гетеросексуалами).
Отже, жінка не стане лесбійкою тільки тому, що боїться або ненавидить чоловіків, навіть якщо вона зазнала сексуального насильства з їхнього боку; так само вона не стане гетеросексуальною і через насильство з боку іншої жінки або ненависть до жінок. Жінка є лесбійкою тільки тому, що її приваблює інша жінка. Так само чоловік не стане ґеєм через боязнь чи ненависть до жінок, навіть якщо у дитинстві він зазнав тяжких психічних травм. Натомість його можуть просто приваблювати чоловіки. Чоловік не стане ґеєм тільки тому, що у дитинстві його звабили однолітки чи більш дорослі чоловіки. Для нього це може залишитись психологічною травмою, але якщо він не є ґеєм від природи, мало імовірно, що стане ним у разі зваблення. У той же час, ситуативний секс з особою тієї ж статі не робить людину гомосексуалом, так само, як такий же секс з особою протилежної статі не робить її гетеросексуалом. по

## Соціологія гомосексуальності

### Функції гомосексуальності у суспільствах
Гомосексуальна орієнтація є невід'ємною складовою особистості. Вона інколи досить вагомо впливає на спосіб її соціальної самореалізації. Тому гомосексуальна поведінка виконує різноманітні соціопсихологічні та соціокультурні функції. Вони випливають із згаданих вище способів інституювання гомосексуальності у різних суспільствах. Серед них можна виділити загальносоціальні:
- гомосоціальна (згуртування закритих одностатевих співтовариств);
- загально-згуртувальна (посилення міжособистісних соціальних зв'язків у широкій спільноті — ієрархічні відносини військово-феодального типу тощо);
- мілітарна (посилення згуртованості та боєздатності військових загонів);
- ритуально-культова (у суспільствах, де одностатеві зносини є частиною обрядів ініціації чи релігійних культів);
- іміджево-культурна (естетично-образна презентація ґендерних ідеалів — маскулінного, фемінного та варіантів переходу між ними);
- виховна (розвиток ґендерних якостей, чуттєвості та сексуальності підлітків та юнаків);

та персоналізовані:
- гомофільна (як один із виразів дружби між особами однієї статі);
- психоемоційна (насолода, задоволення емоційних та еротичних потреб);
- кар'єристична (фаворитизм, просування у кар'єрі, встановлення персональних зв'язків та впливів);
- альтернативно-замісна (одностатевий секс як альтернатива забороненому з тих чи інших причин різностатевому);
- економічна (отримання грошової винагороди або інших особистих економічних вигод);
- транзиторна (здійснення одностатевого сексу, викликане відсутністю осіб протилежної статі).

Перераховані функції, зрозуміло, неоднаковою мірою були представлені у різних традиційних суспільствах. Однак, чим більш терпимо суспільство ставиться до одностатевих стосунків, тим більше функцій можуть бути реалізовані.

### Правове відчуження гомосексуалів
Негативне відношення до гомосексуальних зносин, пропаговане християнством, не одразу призвело до відчуження тих, хто їх практикував, від суспільства. Спочатку такі зносини розглядалися як гріх і каралися забороною причащатися, покаянними молитвами, постами, примусовим паломництвом тощо. У той же час були і суворіші спроби покарань. Так, римські імператори Валентиніан II, Феодосій і Аркадій у 390 р. проголосили одностатевий секс поза законом і тих, хто визнаний винним у його вчиненні, засуджували до публічного спалення живцем. Однак, загалом у ранньому середньовіччі відношення до гомосексуальності було більш толерантним, ніж пізніше; інші суспільства світу (крім мусульманських) також були толерантнішими, хоча і різною мірою.
У ХІІ-XV ст. церква посилила покарання за недотримання сексуальних норм, кількість яких особливо зросла з впровадженням інквізиції. Все частішими ставали гоніння на гомосексуалів обох статей. Застосовувались покарання батогами, вигнанням, кастрацією і навіть спалюванням.
Тривалий час анальний секс вважався тільки релігійним правопорушенням і карався церковними судами. Він не вважався злочином проти держави. Однак, зі зростанням ролі державної влади та централізацією держав, а також піді впливом реформації та контрреформації державні установи, які підхопили методи та концепції, сформовані християнством, дедалі більше перебирали на себе каральні функції.
Вже французький цивільний кодекс 1283 р. наказував спалювати засуджених содомітів, а їх власність — конфісковувати. З 1532 р. мужолозтво стало каратися стратою у країнах Священної Римської імперії. В Англії король Генріх VIII у 1533 р. приймає Содомський Акт, згідно з яким будь-яка сексуальна активність між чоловіками карається смертною карою. Хоча його, як і інші закони Генріха VIII, у 1553 р. скасовує Марія Тюдор, Єлизавета I 1558 р. знову відновлює покарання проти содомії. З 1620 р. содомія карається смертю у Бранденбурзі-Пруссії. Між 1730 і 1811 рр. відома низка масових гонінь проти гомосексуалів у Голландії. В американських колоніях тривалий час діяли закони метрополій, однак у 1655 р. в англійській колонії Коннектикут уперше прийнято самостійний закон проти содомії у чоловіків і жінок. У США Томас Джефферсон у 1779 р. підготував проєкт кримінального законодавства штату Вірджинія, який передбачав покарання за мужолозтво кастрацією, а у кримінальному кодексі США від 1828 р. для одностатевих зносин вперше використано термін «злочин проти природи».
З початком колоніальної експансії, потім — промислового перевороту та науково-технічної революції культура європейських суспільств все більше розцінювалась як зразок прогресивної соціальної системи. З другого боку, європейські колонізатори, що оцінювали інші цивілізації крізь призму переваги європейського зразка для інших культур (європоцентризм), почали нав'язувати власні соціальні, правові та культурні моделі іншим спільнотам. Унаслідок цих процесів протягом XVI—XIX століть у світі поглиблювались стигматування, дискримінація та відчуження від суспільства тих, хто не може не практикувати одностатевий секс. Певний вклад у це зробили також іслам, юдаїзм, і, крім них, кочові народи Азії. Причому, простежуються дві найбільш поширені закономірності. По-перше, у домодерних суспільствах антигомосексуальна налаштованість була пов'язана із боротьбою юдаїзму, християнства та ісламу із «язичницькими» конфесіями, а також із необхідністю заохочувати високу народжуваність (найбільш виражену у кочових народів). У модерних суспільствах простежується інша закономірність — чим більш консервативним, авторитарним чи тоталітарним є політичний режим, тім більш жорстку і непримиренну позицію щодо гомосексуальності він займає.
У Китаї гомосексуальна поведінка була оголошена поза законом лише у 1740 році з приходом до влади маньчжурської династії. А з приходом до влади Мао Цзедуна гомосексуальність була визнана як «соціальна ганьба або форма психічного захворювання». Під час Культурної революції масово переслідували гомосексуалів.
У XVIII—XIX ст. вплив західної релігійної думки та бажання виглядати цивілізовано вплинули на сприйняття гомосексуальності урядами деяких неєвропейських країн. Так, у Японії спроба уряду всебічно впровадити західну соціальну модель призвела до правового обмеження у 1873 р. одностатевих стосунків. Проте, тут закон виявився настільки несумісним з національними традиціями, що був скасований вже у 1880 р.
У Російській імперії сексуальні контакти між чоловіками були традиційно структуровані у контексті відносин влади між господарем та його підлеглими у великих домоволодіннях, монастирях, лазнях, вищих та середніх навчальних закладах, в'язницях і збройних силах,. Уперше в історії Росії покарання за одностатеві зносини з'явилися у військових артикулах Петра І. У 1706 р. у Короткому артикулі князя Меншикова було запропоновано спалення на вогнищі за «протиприродний» перелюб з худобою, чоловіка з чоловіком чи чоловіка з хлопцями. Однак цар Петро I, у статевому житті якого були зносини з обома статями, це покарання (взяте зі шведського військового статуту) незабаром пом'якшив. У військовому статуті 1716 р. вже не йдеться про спалення, тільки про тілесне покарання та вічне заслання у разі застосування насильства. Проте, ці уложення петровського часу поширювалися лише на військових і не стосувалися решти населення. І тільки у Кримінальному кодексі Росії 1832 р. у ст. 995 впроваджується відповідальність за гомосексуальні стосунки для всього суспільства і пропонується покарання за це до 5 років заслання до Сибіру. А з 1835 р. аналогічний закон поширюється на Царство Польське.

### Емансипація гомосексуалів
Зворотний процес емансипації гомосексуалів тісно пов'язаний із секуляризацією держави, розвитком громадянського суспільства, а також із лібералізацією різних течій християнства. З другого боку, він залежить і від зростання поінформованості суспільства та революційних подій, спрямованих на загальне звільнення громадян.
Концептуальними та світоглядними підставами емансипації ЛГБТ є вчення про права людини та громадянське суспільство; наукові дослідження — етологічні, етнологічні, психологічні, сексологічні, соціологічні, а також деякі аспекти релігійних вчень, як-то: вчення про природну зумовленість гомосексуальності — як результату природних процесів світотворення або Божого творення; християнське вчення про любов як основу морального закону; християнське вчення про рівність усіх людей перед Богом; вчення про милосердя, поширене у християнстві та буддизмі; концепції теології звільнення, нової сексуальної політики тощо, які визнають необхідність звільнення як жінок, так і різних суспільних меншин від влади патріархального суспільства та негуманних традицій.
Передувала у процесі емансипації гомосексуалів революційна Франція, яка прагнула всіляко звільнити своїх громадян від феодальних пут. Тому у кримінальному кодексі (1791 р.) вже не було відповідальності за содомію. Пізніше у деяких країнах Європи було скасовано смертну кару за гомосексуальні зносини (у 1794 р. — у Пруссії, у 1861 р. — у Великій Британії).
З цього часу процес декриміналізації гомосексуальності поширився на дедалі більше християнських та інших країн, хоча і відбувався нерівномірно, інколи з етапами рекриміналізації. Протягом XIX — початку XX ст. скасували кримінальну відповідальність за добровільні одностатеві стосунки Андорра (1791), Монако (1793), Люксембург (1795), кантони Швейцарії Женева, Во, Вале і Тічіно (1798), Голландія (1811), Бразилія (1830), Бельгія (1843), Португалія (1852, ре-криміналізовані 1886), Османська імперія (1858), Мексика (1871), Велика Британія (тільки для жінок, 1886), Італія (1890).
У другій половині XIX ст. зароджується правозахисний рух для гомосексуалів. 1867 р. одним із перших на захист прав гомосексуалів виступив Карл-Генріх Ульріхс, котрий на з'їзді німецьких юристів у Мюнхені запропонував скасувати антигомосексуальні закони. 1897 р. німецький лікар та сексолог Магнус Гіршфельд заснував першу організацію, спрямовану на захист прав гомосексуалів. 1897 р. аналогічна організація була створена у Великій Британії, а у США — тільки 1924 р.
Нова епоха, що розпочалася внаслідок Першої світової війни та Другої російської революції (1917—1918 рр.), загалом поглибила процес емансипації гомосексуалів, однак у цьому процесі також були відхилення та повернення до минулого. З кінця 20-х рр. у західних країнах точилися правові та сексологічні дискусії з цієї проблеми, які, підкріплені науковими аргументами, врешті призвели до прогресуючої емансипації гомосексуалів починаючи з 60-70-х рр., яка триває і дотепер.
Більшовики після Жовтневого перевороту в повному обсязі скасували царський Кримінальний кодекс. У новоприйнятих 1922 р. Кримінальних кодексах РСФРР та УСРР покарань за одностатеві стосунки не було. СРСР навіть приєднався до Всесвітньої ліги сексуальних реформ, заснованої у 1924 р. Магнусом Гіршфельдом.
У післяреволюційному радянському суспільстві поширилась кампанія за «сексуальне визволення», котре стосувалось як жінок, так і гомосексуалів. З другого боку, будь-які форми жіночного самовираження у чоловіків жорстко критикувалися як прояви «буржуазного розкладання», тоді як маскулінність у жінок розглядалася як революційний атрибут і оцінювалася високо.
У 1930-ті рр. загальнодержавна кампанія з очищення міського простору від «соціальних аномалій» на кшталт повій, злочинців і жебраків, торкнулася також і гомосексуальної субкультури. Рекриміналізація гомосексуальності в 1934 р. і наступні арешти багатьох гомосексуалів призвели до того, що гомосексуальна субкультура пішла у підпілля і стала невидимою.
Протягом всього радянського періоду існувало два основних способи виявлення чиєїсь гомосексуальності: рейди міліції по відомих «плешках» або приватних квартирах, і визначення факту передачі статевим шляхом інфекцій як результату анального чи іншого одностатевого сексуального контакту у державній клініці. Гомосексуальність при цьому визначалася лікарями як розлад особистості («сексуальна психопатія», «невроз сексуальної орієнтації»), а людей, які практикують одностатевий секс, примусово поміщали у психіатричні лікарні і навіть відправляли у в'язницю.
У кримінальних кодексах, прийнятих у часи відлиги, антигомосексуальні статті залишилися. Так, у КК УРСР, прийнятому в 1960 р. у ст. 122 (остаточна редакція — у 1974 р.), за мужолозтво передбачалося позбавлення волі на строк від 2 до 5 років, а у випадку зґвалтування, рецидиву або педофілії — до 8-ми років. Проте, кримінальне переслідування гомосексуалів у СРСР, починаючи приблизно з 1970-х років, стало спадати і дедалі більше мало випадково-вибірковий характер (під час чергових міліцейських облав) або використовувалося як засіб залякування та тиску на неугодних владі осіб, тим або іншим чином викритих або запідозрених у гомосексуальності (такі звинувачення у деяких випадках могли бути сфабриковані). У той же час влада звертала мало уваги на факти гомосексуальності лояльних їй осіб. Гомосексуальність деяких радянських артистів або письменників не була таємницею для радянської влади, але ці особи, як «соціально корисні», не підлягали репресіям. Тобто застосування антигомосексуальної статті у 70-ті роки було вибірковим.
У Німеччині у 1929 р. рейхстаг проголосував за скасування § 175, спрямованого проти гомосексуальних стосунків, однак прихід до влади нацистів у 1933 р. перешкодив імплементації цього закону. Нацизм від початку практикував заборону гомосексуальних груп, хоча серед його лідерів були і відомі гомосексуали, як голова штурмовиків Ернст Рем (Ernst Julius Röhm). Його разом із елітою штурмовиків було вбито у 1934 р. Нацисти спалили бібліотеку Маґнуса Гіршфельда та знищили створений з його участю у 1919 р. Інститут сексуальних досліджень. З 1937 р. вони почали маркувати ґеїв рожевими трикутниками, подібно як євреїв — шестикутною зіркою, і пізніше ґеїв, як і євреїв, відправляли до концентраційних таборів. Згідно з документами нацистів, між 1931 та 1944 рр. за § 175 Кримінального кодексу було засуджено близько 50 тис. осіб. Втім, після звільнення союзниками у 1945 р. частину ґеїв з німецьких концтаборів було відправлено у тюрми відбувати строк відповідно до § 175 (звісно, що всі ґеї не отримали, на відміну від інших жертв голокосту, репараційних платежів). І тільки поетапно у Західній Німеччині — у 1969 та 1973 р. відбулося остаточне скасування антигомосексуального законодавства. Врешті, у 2000 р. бундестаг офіційно вибачився перед ґеями і лесбійками за переслідування у часи нацистського режиму та за «шкоду, заподіяну гомосексуальним громадянам до 1969 року».
Натомість, емансипація гомосексуалів продовжувалась. Протягом XX ст. антигомосексуальні закони було скасовано у Ватикані (1929), Польщі (1932), Данії (1933), Філіппінах (1933), Уругваї (1934), Ісландії (1940), Швейцарії (1942, у тих кантонах, що ще мали статтю), Швеції (1944), Португалії (1945, але знову ненадовго, і третій раз, остаточно — у 1983), Греції (1951), Таїланді (1956), Ізраїлі (1963), в Англії й Уельсі (1967), Канаді (1969), Австрії (1971), Фінляндії (1971), Норвегії (1972), Мальті (1973), Австралії (1975—1997, залежно від адміністративної одиниці), Іспанії (1979), Шотландії (1980), Північній Ірландії (1982), Новій Зеландії (1986), Ірландії (1993), Сербії (1994), ПАР (1994), Албанії (1995), Македонії (1996), Румунії (1996), Боснії та Герцеговині (1998), Кіпрі (1998), Сан-Марино (2001).
Серед соціалістичних країн Польща у 1948 р. підтвердила відсутність антигомосексуального законодавства, у В'єтнамі його ніколи не існувало, інші ж країни його скасували: Східна Німеччина (поетапно — 1950, 1968), Угорщина (1962), Чехословаччина (1962), Болгарія (1968), Хорватія, Чорногорія, Словенія і Воєводина (1977), Куба (1979; у 2010 р. Фідель Кастро офіційно вибачився перед ґеями), Китай (2001).
Після розпаду СРСР скасували антигомосексуальне законодавство Україна (1991), Латвія (1992), Литва (1993), Росія (1993), Білорусь (1994), Молдова (1995), Казахстан (1998), Киргизстан (1998), Таджикистан (1998), Азербайджан (2000), Грузія (2000), Вірменія (2002).
Нині в Європі не існує країн, що кримінально переслідують одностатеві стосунки.
Процес декриміналізації гомосексуальності у США розтягнувся на декілька десятиліть. Першим видалив антигомосексуальний закон Іллінойс (1961), останнім — Міссурі (2006). Першими відкритими гомосексуалами, обраними на державні посади у США, були Кеті Козаченко, обрана членом міської ради в Енн Арборі, штат Мічиган (1974), Елейн Нобл (Массачусетс, 1975) та Харві Мілк (1977). Останній був обраний членом міської наглядової ради Сан-Франциско, але у 1978 р. разом з мером Сан-Франциско Джорджем Москоне був застрелений членом міської ради Деном Вайтом.
Після Другої світової війни з'явилися перші організації для гомосексуалів — у Голландії (1946), Данії (1948), Швеції (1950), Франції (1954), а також періодичні видання — у Лос-Анджелесі (1947) та ін. З великої кількості організацій, що виникли у 1950-ті — 1970-ті рр., у 1978 р. було зорганізовано Міжнародну асоціацію ґеїв і лесбійок (ILGA).
Поступово впроваджується законодавство, що забороняє дискримінацію на основі сексуальної орієнтації у державному і приватному секторах. Першою з адміністративних одиниць, що прийняли таке законодавство, став Квебек (Канада, 1977), а вперше на державному рівні антидискримінаційний закон було прийнято у Норвегії (1981). Першою країною, що прийняла закон про зареєстроване одностатеве партнерство, була Данія (1989), а перші повноцінні шлюби, рівні гетеросексуальним, було впроваджено у Голландії в 2001 р. У ПАР у 1996 р. у Конституції вперше в історії було закріплено заборону на дискримінацію за ознакою сексуальної орієнтації.

Статус одностатевих відносин в Європі
Одностатевий шлюб
Громадянський союз
Визнане співжиття
Питання на розгляді
Відносини не визнані
Союзи можуть укладати тільки особи протилежної статі

Ще одним важливим виміром емансипації гомосексуалів є прирівняння одностатевих союзів до шлюбів. Кількість держав, в яких одностатеві пари можуть укладати шлюби або прирівняні до них громадянські союзи, постійно зростає. За даними на 2010 рік серед цих держав були найбільш розвинені та демократичні країни світу. Одностатеві шлюби легалізовано у Норвегії, Швеції, Бельгії, Нідерландах, Іспанії, Португалії, Канаді, Південно-Африканській республіці, в ряді американських штатів легалізовано союзи, прирівняні до шлюбів; інші види союзів легалізовано у Фінляндії, Данії, Гренландії, Ісландії, Великій Британії, Франції, Люксембурзі, Швейцарії, Чехії, Словенії, Хорватії, Андоррі, Австрії, Угорщині, ряді штатів США, Австралії, Новій Зеландії, у штаті Коауіла у Мексиці, в Еквадорі, Бразилії, Колумбії, Уругваї, Аргентині. В Ізраїлі чинні закони визнають іноземні одностатеві шлюби[джерело?]. Обговорюється можливість впровадження подібних законів в Італії, Німеччині, Таїланді і навіть в Албанії та Китаї.

### Проблема дискримінації за ознакою сексуальної орієнтації
Сучасна теорія прав людини передбачає, що у суспільстві мають бути гарантовані права всіх меншин, включаючи і сексуальні. Вагомою частиною громадянського суспільства є рух за права сексуальних і ґендерних меншин, які борються за толерантне відношення до гомосексуальності, а також за прийняття законодавчих заходів, котрі гарантували б їм рівноправ'я в усіх сферах суспільного життя, і які стимулюють зміну відношення до гомосексуалів з боку суспільства у напрямку більшої терпимості.
У сучасних розвинених суспільствах відношення до гомосексуалів варіює у достатньо широких межах — від безумовного прийняття до категоричного неприйняття, причому спостерігається очевидний рух у бік більшого прийняття гомосексуальності як варіанту норми. Проте, у суспільствах, в яких традиційно поширені гомофобні установки, вчення та теорії, поки що поширена дискримінація.
З другого боку, у наш час у багатьох країнах світу розвивається рух за права сексуальних та ґендерних меншин, спрямований проти дискримінації їх у суспільстві. Представники цього руху формулюють свої вимоги на основі загальних принципів прав людини та чітко визначають форми дискримінації гомосексуалів у суспільстві. При цьому вони визнають, що не існує якихось особливих прав гомосексуалів, всі форми дискримінації щодо них — невиконання звичайних загальних прав людини. Нижче перераховано найбільш поширені у світі способи дискримінації ЛГБТ, список складений за різними джерелами,,,,,,,,,,,,:
Щодо особистості:
- кримінальне переслідування за ненасильницький одностатевий акт, яке карається штрафами, примусовим «лікуванням», позбавленням волі, кастрацією і навіть смертним вироком;
- використання мови ворожнечі щодо ЛГБТ — публічне розпалювання ненависті за ознакою сексуальної орієнтації, а також публічні заяви, що принижують честь і гідність представників ЛГБТ, які здійснюються будь-ким, у тому числі державними посадовими особами;
- недотримання права на свободу совісті (зокрема, відлучення від церкви через сексуальну орієнтацію, позбавлення права на причащання, вільне відвідування релігійних служб тощо);
- заборона на свободу виразу думок та на інші форми самовираження представників ЛГБТ, якщо вони презентують негетеросексуальну ідентичність, і якщо аналогічні форми та способи самовираження дозволені для гетеросексуалів;
- ігнорування або недотримання стосовно представників ЛГБТ державними органами, зокрема правоохоронними, а також неурядовими організаціями та окремими громадянами інших прав особистості — недоторканості особи, її житла, власності та приватного життя на підставі сексуальної орієнтації;

Політичні:
- заборона або протидія створенню об'єднань ЛГБТ або організацій, що захищають їхні права;
- обмеження свободи зборів та демонстрацій, якщо вони здійснюються за принципом організації індивідів негетеросексуальної орієнтації або спрямовані на захист їхніх прав;
- обмеження або заборона для негетеросексуалів права на участь в управлінні справами держави та рівного з гетеросексуалами доступу до державної служби;
- обмеження або заборона поширення публічної інформації, що об'єктивно інформує про ЛГБТ або захищає їхні права;

Соціально-економічні:
- відмова у найманні житла, прийомі на роботу та видачі банківських кредитів на підставі сексуальної орієнтації;
- офіційна або неофіційна заборона ЛГБТ працювати за окремими професіями, як то служба в армії, зайняття релігійних посад, праця у медичних галузях, сфері виховання та освіти тощо;
- невідповідна платня за роботу та утруднення кар'єрного зростання;
- обмеження або позбавлення права на соціальне забезпечення;
- обмеження здійснення права на охорону здоров'я та медичну допомогу;
- законодавче закріплення вищого, ніж у випадку гетеросексуальних зносин, віку згоди;
- позбавлення ЛГБТ прав батьківства чи материнства;
- заборона на укладання одностатевих шлюбів або прирівняних до них громадянських союзів;
- заборона всиновлювати та удочеряти дітей як одностатевим парам, так і різностатевим, якщо як мінімум один з членів сім'ї практикує гомосексуальні стосунки;

Культурні:
- обмеження права освіти або виключення з навчальних закладів на підставі сексуальної орієнтації або ґендерної ідентичності;
- перешкоджання поширенню наукових ідей або об'єктивної інформації про ЛГБТ;
- обмеження свободи літературної, наукової та інших видів творчості, якщо вони пов'язані із вивченням або самовиразом ЛГБТ;
- обмеження або заборона на демонстрування телепередач, фільмів, поширення книжок, проведення мистецьких та фотовиставок, інших культурних заходів, які здійснюють позитивне висвітлення гомосексуалів та їхніх проблем;
- віднесення публічної демонстрації будь-яких проявів ЛГБТ (поцілунки, інші способи виразу естетичних, еротичних та сексуальних почуттів) до порнографії, якщо аналогічні публічні демонстрації гетеросексуальної поведінки такими не вважаються.

У коло домагань руху за права ЛГБТ, зокрема, входить не тільки заклик до скасування правових та релігійних форм дискримінації, але і вимога юридичного захисту від дискримінації та покарання тих форм гомофобії, які завдають фізичної або моральної шкоди конкретно негетеросексуалам. Адже якщо у правових документах чітко не вказати сексуальну орієнтацію та ґендерну ідентичність як підставу для заборони дискримінації, залишається можливість для двозначного або довільного тлумачення законів відповідно до суб'єктивних переконань та упередженості.

Закони проти злочинів на ґрунті ненависті проти гомосексуалів.
У виділених кольором країнах прийнято закони, згідно з якими гомосексуалів віднесено до категорії осіб, злочини проти котрих потрапляють до категорії «злочинів на ґрунті ненависті».

Унаслідок зусиль ЛГБТ-організацій, правників та політиків, психологів та сексологів у західних країнах було прийнято чимало законів, що враховують зазначені пункти та урівнюють права осіб гомосексуальної орієнтації з гетеросексуалами. Також у ряді країн було прийнято закони, що карають злочини, здійснені на ґрунті ненависті проти гомосексуалів — на початок вересня 2010 р. вони прийняті у вісімнадцяти країнах Європи, серед яких не тільки найбільш розвинені країни Західної Європи, але і колишні радянські та соціалістичні республіки, як то Хорватія, Румунія, Естонія та Литва, а у ПАР права гомосексуалів гарантовано у конституції.
Проте, у світі існує ряд країн, в яких за добровільні одностатеві стосунки застосовуються штрафи або позбавлення волі, подекуди понад 10 років і навіть пожиттєво. У цьому списку — частина країн ісламського світу (на території СНД — Туркменістан та Узбекистан), країни з ідеологічно заангажованими режимами (у тому числі тоталітарні, як КНДР), а також колишні англійські та португальські колонії, які успадкували елементи старого кримінального кодексу метрополій. У ряді країн — Мавританії, Судані, Сомалі, Ємені, Саудівській Аравії, Ірані, Афганістані, де офіційно діють закони шаріату, застосовується смертна кара. Також вона локально застосовується у північних (мусульманських) регіонах Нігерії[джерело?], а за одним із джерел — у Чечні (Російська Федерація), де також діють закони шаріату.

### Християнські організації та церкви, що повністю визнають права гомосексуалів
Традиційні великі конфесії — католицька та православна — не піддають сумніву гріховність гомосексуальності. Однак, вони роблять певні кроки у бік більшої терпимості до негетеросексуальних осіб.
Так, у 2008 році Католицька церква виступила із заявою, в якій «настійно закликає держави покінчити з кримінальним переслідуванням гомосексуальних осіб», назвавши це «грубим порушенням прав людини». У грудні 2009 року Католицька церква виступила проти всіх форм насильства щодо осіб гомосексуальної орієнтації і заявила, що з цим необхідно боротися на всіх рівнях і особливо на рівні державному. Через кілька днів після цієї заяви католиків так само і Патріарх Російської православної церкви Кирило на зустрічі з генсеком Ради Європи заявив, що церква не підтримує репресій щодо гомосексуалів.
У той же час частина християн просто ігнорує або переглянула традиційне ставлення релігії до гомосексуальності. Деякі ліберально налаштовані представники духовенства консервативних церков та ряд ліберальних протестантських церков не вважають моногамні одностатеві стосунки гріховними або аморальними. Вони публічно засуджують прояви гомофобії. Так, спільну заяву з цього приводу наприкінці 2009 р. у Ліверпулі зробили лідери римсько-католицької, англіканської, методистської церков, Сполучених реформатських і баптистських церков та Товариства Друзів (квакерів).
Також чимало ліберально-християнських церков та організацій підтримують рухи за права сексуальних меншин у світі, у тому числі виступають за легалізацію одностатевих шлюбів,.
Однією із найбільш ліберальних конфесій є Англіканська церква. Вона публічно засуджує прояви гомофобії та намагається прилучити гомосексуалів до церкви без зміни їхньої орієнтації та обмеження сексуальної активності. Найбільш ліберальну позицію займає англіканська єпископальна церква США (Episcopal Church). У 2003 році вона посвятила у сан єпископа відкритого гомосексуала Джіна Рабенсена (Gene Robinson), який не прийняв обітницю целібату. Ця подія стала предметом гострих суперечок та критики з боку консервативної частини англікан. У 2004 р. була опублікована Віндзорська доповідь, в якій рекомендовано введення мораторію на посвячення в єпископи відкритих гомосексуалів та благословення одностатевих союзів. Однак вже у 2009 році собор Єпископальної церкви США прийняв резолюцію про те, що «Бог закликав і може закликати у майбутньому» до єпископського служіння гомосексуалів, що живуть зі своїми партнерами, і також — рішення про церковне благословення одностатевих союзів. Слідом за цим на посаду вікарного єпископа у Лос-Анджелесі була обрана відкрита лесбійка Мері Гласпул (Mary Glasspool). У 2008 р. консервативна частина англікан виступила проти «войовничого секуляризму та плюралізму» і поставила під сумнів авторитет верховного ієрарха англікан архієпископа Кентерберійського Роуена Вільямса (Rowan Douglas Williams). У підсумку відбувся розкол і було заявлено про створення консерваторами Співдружності віруючих англікан (Fellowship of Confessing Anglicans, FOCA).
Зростає кількість баптистських конгрегацій, відкритих для прийняття гомосексуальних відносин. Приміром, Альянс баптистів підтримує одностатеві шлюби і є відкритим для віруючих ґеїв, лесбійок, бісексуалів і трансґендерів. Асоціація Association of Welcoming and Affirming Baptists складається з баптистських церков, організацій та окремих осіб, які вітають і підтримують людей, незалежно від сексуальної орієнтації або ґендерної ідентичності, і захищають включення ґеїв, лесбійок, бісексуалів і трансґендерів до спільноти баптистської віри.
Квакерські церкви — Генеральна конференція Друзів та Друзі Великої Британії схвалюють одностатеві шлюби.
Євангельська лютеранська церква в Америці відкриває служіння для гомосексуалів, що живуть у відданих одностатевих стосунках. Церква Швеції офіційно укладає одностатеві шлюби. У листопаді 2009 р. в єпископи Стокгольма була посвячена відкрита лесбійка Єва Брунеї.
Євангельська Церква Німеччини у 2007 р. прийняла декларацію «Зміцнення надійності та відповідальності», в якій було схвалено гомосексуальне партнерство. Серед його пасторів є ґеї, проте спроба зведення у сан єпископа Шлезвігського відкритого гомосексуала Горста Ґорскі (Horst Gorski) викликала неоднозначну реакцію серед парафіян.
Метропольна співдружність церков, також відома як Світове братство метропольної співдружності церков (Universal Fellowship of Metropolitan Community Churches), є міжнародною протестантською деномінацією в 23 країнах світу, створеною спеціально для служіння ґеям, лесбійкам, бісексуалам і трансґендерам. Це одна з найбільш ліберальних християнських церков у відношенні гомосексуальності. Вона стала провідною силою у розвитку квір-богослов'я, що виступає на захист прав гомосексуалів. Ця церква була уславлена фільмом «Молитви за Боббі» (героїня фільму звертається до церкви після загибелі свого сина-ґея, і пастор цієї церкви допомагає їй знайти толерантне ставлення до гомосексуальності).
Найбільшою протестантською деномінацією Канади, яка відкрита до прийняття гомосексуалів та посвяти їх в церковний сан, є Об'єднана церква Канади. Ця церква ще у 1977 році почала кампанію, котра тривала до 1996 року, домагаючись від федерального уряду включення сексуальної орієнтації у закон проти дискримінації. Об'єднана церква Канади також активно прилучилась до підтримки легалізації одностатевих шлюбів у Канаді.
Американська реформатська Об'єднана Церква Христа також підтримує та освячує одностатеві союзи. Ця церква стала першою великою деномінацією США, яка у 2005 році зробила заяву на підтримку «рівних прав на шлюб для всіх людей, незалежно від статі». Резолюція була підтримана 80 % делегатів її Генерального Синоду. До сьогодні ця церква залишається найбільшою конфесією США, що підтримує одностатеві шлюби. Резолюція на підтримку шлюбної рівноправності (і освячення одностатевих шлюбів), однак, не підтримується деякими громадами церкви.
Існують й інші, менш відомі релігійні об'єднання та течії всередині великих конгрегацій, що визнають ті чи інші права гомосексуалів, і з часом їх стає все більше.
Розрізняються серед християн й інтерпретації Біблії. При уважному читанні біблійних текстів, які традиційно трактувалися як приклади засудження гомосексуальних відносин, ліберальні богослови знаходять невідповідності та помилки у різних перекладах. Звертаючись до мов оригіналу — давнього івриту і старогрецької, вони стверджують, що переклади цих текстів не є точними і вірними. Крім цього, деякі ліберальні богослови знаходять місця у Біблії, які, на їхню думку, можуть свідчити на користь легітимності гомосексуальних відносин. Також вивчається культурно-історичний контекст, в якому перебували творці релігійних текстів.
Ряд ліберальних богословів і церков нині взагалі не розглядають гомосексуальність як аномалію, що порушує божественний порядок. Вони стверджують, що гомосексуальна орієнтація закладена у природу гомосексуалів самим Творцем. Приміром, Об'єднана церква Канади офіційно визнає гомосексуальність «частиною чудесного різноманіття творіння».
Для обґрунтування своїх уявлень ліберальні християни мають певний богословський інструментарій. Між представниками традиційних і ліберальних поглядів відбуваються богословські дискусії.
Більше того, ліберальні християни утворюють організації, що сприяють зростанню прийняття гомосексуалів та безумовного прилучення їх до церков. Ліберальні рухи та групи гомосексуалів-християн існують у різній кількості серед багатьох християнських конфесій, навіть консервативних.

### Мусульманська організація, що визнає права гомосексуалів
В наш час у більшості арабських країн гомосексуальні контакти заборонені і подекуди суворо караються. Але є і виключення, пов'язані з давніми традиціями, високим рівнем суспільної терпимості та прийнятності інших культур.
У деяких країнах з мусульманським населенням останнім часом зростає відстоювання гомосексуалами своїх прав у вигляді руху «Блакитний джихад». Термін «джихад», на думку його прихильників, часто тлумачать неправильно. Для освічених мусульман він позначає боротьбу за втілення на практиці того, що для них свято (лише у вторинному значенні це слово означає «священну війну»). Тож «блакитний джихад» — це боротьба, яку ґеї та лесбійки ведуть з невігласами і гомофобами, а її мета — не дати позбавити себе служіння Аллахові. Свою орієнтацію ці люди вважають проявом волі Аллаха (адже це Аллах створив їх такими!), яку вони повинні зрозуміти, прийняти, — і жити далі. Прихильники цього руху, створили міжнародну мусульманську організацію ґеїв і лесбійок «Аль-Фатіха».

## Гомосексуали в Україні
Як і в інших країнах, в Україні є геї та лесбійки. Їхня чисельність за різними соціологічними даними оцінюється від 420 тис. до 1,2 млн осіб, тобто від 0,9 до 2,6 % громадян України. Вочевидь, це чималі цифри, адже якщо в Україні їх навіть тільки 1 % — це, наприклад, близько 370 тис. виборців. Тож офіційно проголошена тією чи іншою політичною силою гомофобна позиція може відвернути симпатії гомо- і бісексуальних виборців, а також тих, хто вважає дискримінацію ЛГБТ-осіб порушенням прав людини. Протилежна позиція натомість може відвернути увагу значної кількості прихильників сімейних цінностей, а також велику кількість людей віруючих, що вважають мужолозтво гріхом.

### Ставлення громадськості
Україна у 1991 р. першою з пострадянських країн скасувала кримінальну відповідальність за гомосексуальність, а нова редакція ст. 122 КК встановила покарання за гомосексуальні відносини лише у разі насильства.
Проте прихильники ЛГБТ не вважають декриміналізацію гомосексуальних відносин автоматичним визнанням їхніх громадянських прав. Рівень популярності гомосексуальних стосунків в Україні лишається низький. На думку деяких дослідників, цьому сприяє і українська політична верхівка, яка схильна до «явної та прихованої гомофобії, небажання розуміти проблеми та потреби ґеїв та лесбійок». Члени ЛГБТ-руху відмічають "мову ворожнечі і у висловлюваннях політиків. Категорично позицію щодо поширення гомосексуальності відстоюють Церкви та релігійні організації, а також націоналісти. Тому з розвитком ЛГБТ-руху в Україні розвивається і рух за захист сімейних цінностей.
У заявах більшості державних посадових осіб та політиків, у неспеціалізованих ЗМІ, серед більшості діячів церкви та освітян переважають стигмативні способи концептуалізації гомосексуальності — тлумачення її як гріха, збочення або хвороби.
На думку прихильників ЛГБТ, однією вагомих причин дискримінації та збереження високого рівня гомофобії є низький рівень знань про гомосексуалів у суспільстві — переважно на рівні стереотипів та забобон. Лише окремі лікарі, сексологи, психологи, культурологи, антропологи, філософи тощо компетентно поінформовані про походження гомосексуальності, психологічні, культурні та інші особливості ЛГБТ-осіб та про підстави дотримання їхніх прав. Однак, у країні майже відсутні систематичні та глибокі дослідження негетеросексуальної орієнтації та трансґендерної ідентичності, а якщо такі дослідження і проводяться, то переважно активістами ЛГБТ-руху. Частину ЛГБТ-спільноти (чоловіків, що мають секс із чоловіками — ЧСЧ) вивчають як групу ризику ВІЛ/СНІД — разом із жінками комерційного сексу та споживачами ін'єкційних наркотиків. З огляду на це громадська організація «Ґей-альянс» у рамках проєкту «Комплексна профілактика ВІЛ/ІПСШ серед ЧСЧ у Києві, ГЦ та інформування» в лютому 2010 року відкрила спеціалізований кабінет здоров'я для ЧСЧ. Соціологи питання гомосексуальності практично не досліджують. Ґендерні центри, які, в принципі, також мають вивчати це питання, в Україні його не торкаються.
Також досі не розроблено списків видатних українців що практикували гомо- або бісексуальні стосунки, окремі відомості, часто неперевірені поширюються на рівні припущень чи гіпотез. Серед них згадують Лесю Українку, Ольгу Кобилянську, Івана Нечуя-Левицького[неавторитетне джерело], Григорія Сковороду, Миколу Миклухо-Маклая. Одне дослідження деякою мірою розкриває гомосексуальність Агатангела Кримського.
Як свідчать результати різних правозахисних моніторингів, дискримінація та порушення прав ЛГБТ-осіб в Україні відбувається в усіх основних соціальних сферах, таких як охорона здоров'я, діяльність правоохоронних органів, судова система, інформаційна сфера, право на мирні зібрання. Значна кількість випадків утисків і правопорушень, спрямованих проти ЛГБТ-осіб, відбувається у сфері побутових відносин — з боку членів сім'ї, сусідів, товаришів по навчанню, співробітників. Основною причиною таких випадків є гомофобія та нетерпимість до «інших».

### В українському законодавстві
Згідно з Конституцією України сім'я, дитинство, материнство і батьківство, а шлюб ґрунтується на вільній згоді жінки і чоловіка. Кожен із подружжя має рівні права і обов'язки у шлюбі та сім'ї. В той же час Конституція не містить жодних згадок про гомосексуальних осіб. До 2015 поняття «дискримінації людей за сексуальною орієнтацією» не фігурувало й у Законодавстві України.
Проте у 2015 Євросоюз зажадав від України внесення до Трудового кодексу України поправки про заборону дискримінації за сексуальною орієнтацією, в якості обов'язкової умови для лібералізації візового режиму між Україною та ЄвросоюзомВ Україні набув чинності закон про заборону сексуальної дискримінації. espreso.tv. Архів оригіналу за 14 квітня 2018. Процитовано 14 квітня 2018..
Відповідний законопроєкт було прийнято депутатами із шостої спробиРада таки прийняла закон про заборону дискримінації у трудових відносинах. espreso.tv. Архів оригіналу за 14 квітня 2018. Процитовано 14 квітня 2018.
234 голосами, забезпечених депутатами із коаліційних партій (в тому числі Юлією Тимошенко)Офіційний портал Верховної Ради України. w1.c1.rada.gov.ua. Архів оригіналу за 14 квітня 2018. Процитовано 14 квітня 2018..
У той же час на думку прихильників ЛГБТ-спільнот існує ряд законів, згідно з якими ЛГБТ можна дискримінувати: Ст. 301 Кримінального кодексу України передбачає відповідальність за «ввезення, виготовлення, збут і розповсюдження порнографічних предметів», яке карається штрафом або тюремним ув'язненням. У той же час розпливчастість визначення понять «порнографія» та «розповсюдження» практично дозволяє кожного громадянина звинуватити у «розповсюдженні порнографії», чим неодноразово користується міліція для переслідування ґеїв. На підставі цієї статті можливе також порушення кримінальної справи проти будь-якої організації, що сприяє самовираженню гомосексуалів. Так, 2008 р. було необґрунтовано порушено кримінальну справу проти співробітників газети «Gay.UA».
Закон України «Про захист суспільної моралі» містить ряд антиконституційних положень, як то заборону на виробництво та обіг будь-якої порнографічної продукції, а також істотно обмежує її зберігання окремими громадянами. У ст. 6 Закону сказано, що «розміщення оголошень про інтимні зустрічі за винагороду та девіантні форми інтимних стосунків не в спеціалізованих засобах масової інформації заборонено». Це є відкрито дискримінаційний закон, оскільки з нього випливає, що оголошення про одностатеві знайомства можуть бути розміщені тільки у «спеціалізованих» виданнях, а оголошення про знайомство хлопця з дівчиною — у будь-яких ЗМІ, тому що такі відносини не вважаються девіантними.
Пунктом 21 ст. 10 Закону України «Про міліцію» визначено, що міліція відповідно до своїх завдань зобов'язана «у встановленому порядку виявляти і повідомляти закладам охорони здоров'я про осіб, які становлять групу ризику захворювання на СНІД, і здійснювати за поданням закладу охорони здоров'я з санкції прокурора привід цих осіб… для обов'язкового обстеження і лікування». На цій підставі створюється можливість для порушення права на свободу, недоторканість особистості та приватного життя для ґеїв.

### Випадки дискримінації
За даними Центру «Наш світ» у 2008—2009 рр. було зафіксовано понад 50 випадків дискримінації та гомофобної агресії, пов'язаних із гомосексуальністю, причому вона здійснювалась як стосовно ЛГБТ-осіб, так і гетеросексуалів. Серед них було задокументовано шість випадків, коли гомосексуали не могли вільно отримувати або розповсюджувати інформацію. Всі ці випадки були пов'язані не тільки з Законом «Про захист суспільної моралі», а і з діяльністю Національної експертної комісії з питань захисту суспільної моралі, яка є постійно діючим державним експертним і контролюючим органом. Одним з її завдань, зокрема, є проведення експертизи продукції, видовищних заходів сексуального чи еротичного характеру та продукції, що містить елементи або пропаганду культу насильства, жорстокості, порнографії. Представники української і світової медіаспільноти та правозахисних організацій неодноразово висловлювали побоювання, що занадто широке або суб'єктивне тлумачення «суспільної моралі» може обернутися порушенням фундаментальних прав людини і є надзвичайно серйозною загрозою свободи слова у країні. Для редакторів і журналістів діяльність комісії, особливо у світлі запропонованого нею у 2009 р. законопроєкту про введення кримінальної відповідальності за нанесення шкоди суспільній моралі, може загрожувати карним переслідуванням за публікації, що в іншому не виходять за рамки свободи виразу думок. Західні експерти неодноразово зазначали, що діяльність Національної комісії та її існування взагалі не відповідає стандартам демократії й у ній немає жодної необхідності. По суті, у способі існування цього органу в Україні простежується система державної цензури.

### Рух проти пропаганди гомосексуальності
З активізацією рухів ЛГБТ в Україні активізуються і рухи за захист традиційних сімейних цінностей та заборону пропаганди гомосексуальності.
Так, починаючи з 2003 року рр. у різних містах України (Київ, Луганськ, Миколаїв, Черкаси, Суми, Ірпінь та ін.) проводилися різноманітні мітинги і демонстрації, організаторами яких були громадські утворення навколоцерковного типу, найактивнішим з яких вже котрий рік є рух «Любов проти гомосексуалізму».
У 2018 році відповіддю громадськості на законодавчі ініціативи стали популярні петиції, в яких вимагалося «вжити заходів для припинення пропаганди гомосексуальності» до Верховної Ради, Кабінету міністрів, а також Президента України, причому остання була самовільно вилучена чиновниками Адміністрації президента.
Натомість прихильники ЛГБТ-спільнот надалі наголошують на існуванні законодавчих перепон для поширення об'єктивної інформації щодо ЛГБТ, на тому, що не проводяться сексологічні, ґендерні та соціологічні дослідження, і, крім того, у політиків відсутні не тільки воля, а і розуміння необхідності впровадження антидискримінаційного законодавства щодо ЛГБТ, що на їх думку спонукає геїв і лесбійок приховувати свою сексуальну орієнтацію як у своїх сім'ях, так і поза ними. В останні роки в Україні дедалі інтенсивніше обговорюється проблематика формування толерантного ставлення до представників і представниць ЛГБТ-спільноти, а також аналізується соціальна природа стереотипів і гомофобії...